# Espectroscopia de fotoelétrons excitados por raios X

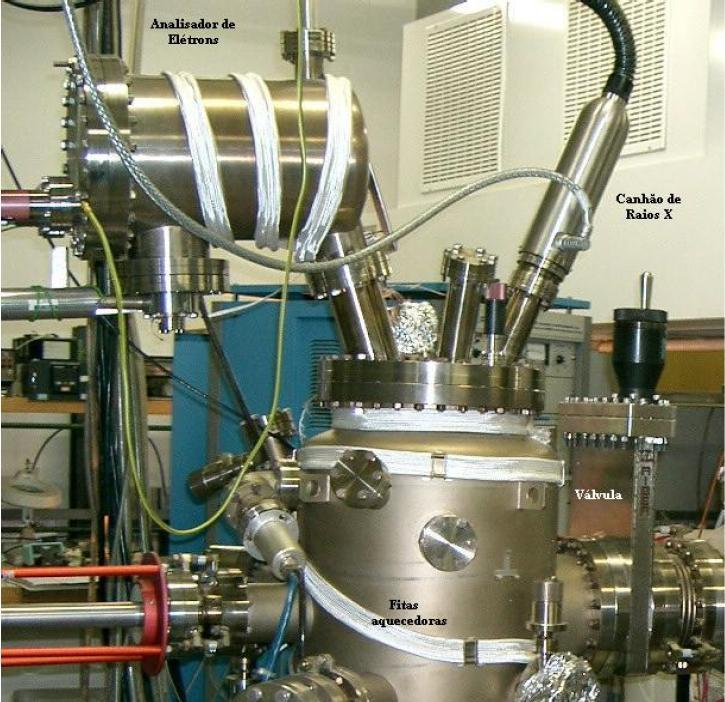
Equipamento para análise por XPS: um analisador de elétrons e uma fonte de raios X montados em geometria adequada no topo de uma câmara de vácuo. Ao fundo em azul, o hack de controle.

A espectroscopia de fotoelétrons excitados por raios X ou XPS (do inglês X-ray photoelectron spectroscopy), também conhecida por espectroscopia de elétrons para análise química (ESCA, do inglês electron spectroscopy for chemical analysis) ou, às vezes, por espectroscopia Röntgen de fotoelétrons, é uma técnica experimental de análise que encontra grande aplicação nas áreas em que o estudo físico-químico de amostras. Em especial, é de grande valia em trabalhos na área da física do estado sólido. A técnica é bastante utilizada nas áreas industriais. É uma ferramenta particularmente útil no desenvolvimento de catalisadores porque permite determinar a composição elementar da superfície e o estado de oxidação dos catalisadores sob condições de reação. Outros usos são: polímeros, fotocatálise, metalurgia, microeletrônica, proteção ambiental, proteção contra corrosão. Por ser uma técnica não destrutiva, também é utilizada na análise de objetos do patrimônio cultural.
Na prática, uma técnica de análise de superfície, a espectroscopia XPS fundamenta-se no efeito fotoelétrico, efeito experimentalmente descoberto por Heinrich Hertz, em 1887, e teoricamente explicado por Albert Einstein, em 1905 — explicação teórica que lhe valeu o Prêmio Nobel de Física em 1921. Em essência, esta técnica consiste em se iluminar uma amostra com raios X e em coletar os fotoelétrons por ela emitidos em um analisor de elétrons, um dispositivo capaz de resolvê-los em função das respectivas velocidades (energias cinéticas) e de, então, contá-los. Um gráfico de contagem de elétrons x velocidade (corrente x energia cinética) é estabelecido por varredura, geralmente através de um mecanismo de coleta de dados automatizado, e um espectro de XPS é obtido.
Os espectros XPS permitem identificar quantitativamente, em profundidades da ordem de dezenas de nanômetros e com incerteza de fração centesimal de camada atômica, todos os elementos químicos na superfície da amostra, suas concentrações relativas, o ambiente químico dos elementos - seus estados de oxidação - e em casos específicos permite inclusive inferir a morfologia da superfície em análise 

## A natureza dos espectros XPS

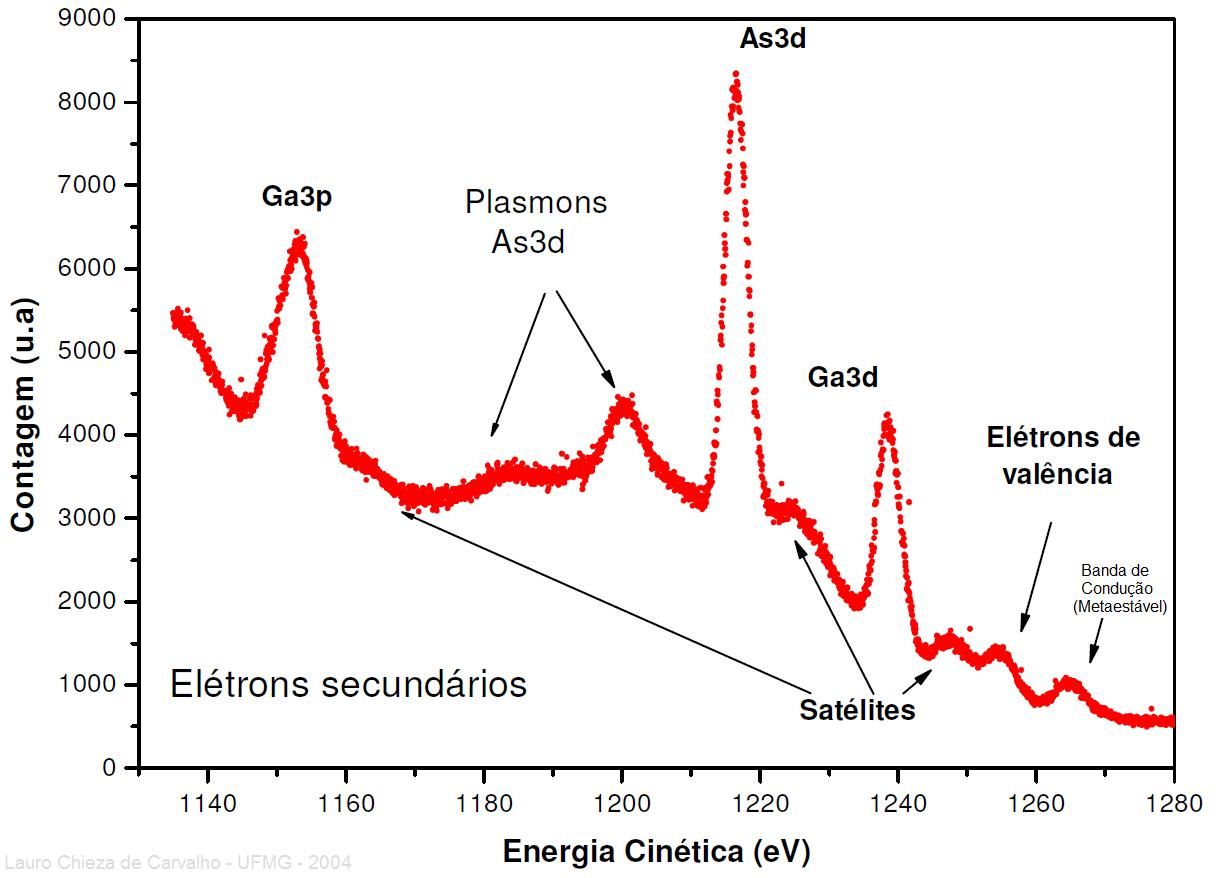
Espectro XPS para Arsenieto de gálio (100): os pícos salientes devem-se aos elétrons nas camadas eletrônicas indicadas. Todo o espectro se assenta sobre uma base que eleva-se para energias cinéticas menores e devida aos elétros secundários (espalhamento inelástico).

Na espectroscopia de fotoelétrons de raios X, fótons de raios X, ao incidirem na amostra, interagem com os elétrons do material  transferindo-lhes energia. Dos elétrons participantes do processo, uma parcela ganhará energia suficiente e irá ser ejetado do cerne do seu orbital. Alguns desses fotoelétrons irão sofrer choques e perder a energia cinética adquirida em colisões inelástica. Outra parte desses fotoelétrons irão alcançar a superfície da amostra, e serão capazes de abandoná-la, ejetando-se para o ambiente externo, normalmente o interior de uma câmara de vácuo. Os elétrons ejetados da amostra podem então ser coletados por um analisador de elétrons capaz de contar o número de elétrons que saem da amostra com determinada energia (velocidade) em um dado intervalo de tempo. Os espectros obtidos através deste processo são portanto curvas de Contagem x Energia como a mostrada ao lado. Na figura estão também  identificadas algumas estruturas – alguns picos de caroço - que refletem a estrutura de bandas inerente à amostra em análise.
Em função da estrutura de bandas ser individual e diferente para cada elemento químico, cada um dos elementos químicos terá um espectro XPS único. Esses espectros, portanto,  podem ser utilizados para se identificar a presença ou não de um dado elemento na superfície da amostra, algo similar a uma impressão digital na mão de um datiloscopista. Na literatura encontra-se uma relação de espectros para os elementos químicos conhecidos e, e os espectros dos compostos químicos são, ressalvadas características próprias, em primeira aproximação a soma dos espectros individuais para os elementos que compõem a substância ou dos elementos que encontram-se por ventura juntos na superfície da amostra em análise.
Nos espectros há flutuações de naturezas diversas superpostas à resposta ideal. Há uma dispersão, em certos casos considerável, dos pontos experimentais em torno dos valores ideais esperados devido às interferências aleatórias inerentes à própria natureza do sistema, ou às que ocorrem durante o processo de medida. Um tratamento estatístico torna-se, portanto, indispensável, e para obter-se um espectro como o da figura, a faixa de energia considerada deve ser varrida várias vezes, obtendo-se, assim, vários valores experimentais associados a uma mesma energia. Uma média desses valores é automaticamente realizada pelo software de controle do equipamento de medida,  que faz também controle das várias varreduras necessárias. O valor médio é o valor assumido no espectro final, correspondente a cada ponto visto no espectro mostrado. Quanto maior o número de vezes a se varrer uma dada região, maior o número de pontos a participar da média, e menor a dispersão dos pontos médios experimentais ao redor dos valores ideais que seriam obtidos para um número de varreduras “infinitas”.
A dispersão dos valores médios experimentais ao redor dos respectivos valores médios ideais, mais especificamente falando, o desvio relativo dos valores em torno da média idealizada, decresce, para incertezas aleatórias como as consideradas, com a raiz quadrada do número de pontos a participar da média. Assim, quanto maior o número de varreduras considerado, mais “lisa” será a curva final obtida no espectro. Em troca, um maior tempo de medida será demandado e, portanto, uma relação de custo benefício deve ser considerada. Curvas precisas exigem um considerável número de varreduras que podem vir a tomar horas de trabalho.

### Obtendo informações dos espectros

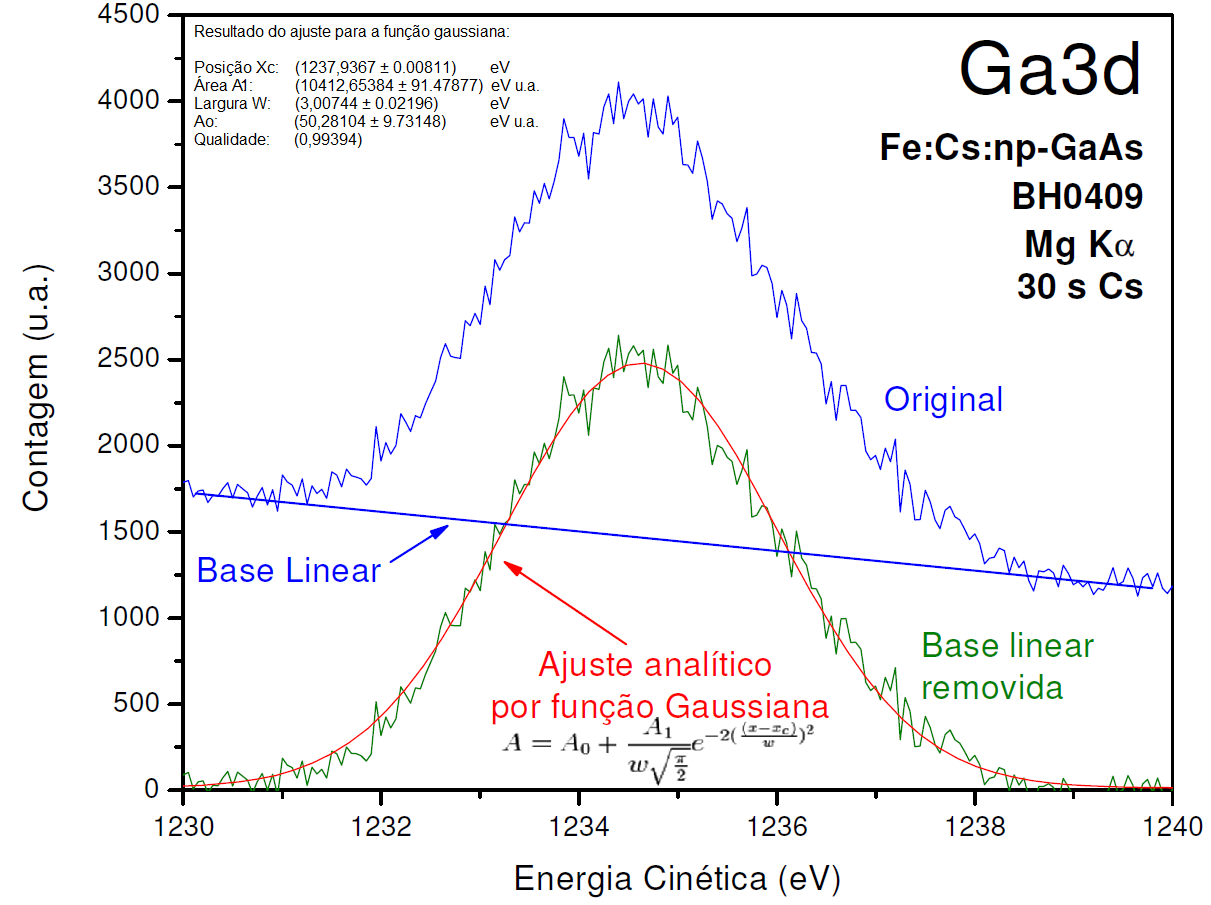
XPS: análise do pico Ga3d. A análise consiste na remoção dos elétrons secundários - neste caso mediante a remoção por base linear - seguindo do ajuste de uma função analítica sobre os pontos experimentais - no caso uma função gaussiana. Os dados obtidos dos ajustes fornecem as informações físicas procuradas.

Espectros XPS são caracterizados por uma coletânea de pontos que apresentam flutuações características, o que implica, como já citado, em uma dispersão dos pontos experimentais ao redor dos valores ideais. A extração de informações dos espectros XPS exige em uma segunda etapa, mediante o uso de programa de processamento adequado a tal fim, o tratamento e o ajuste estatístico de uma função analítica sobre os dados de cada um dos picos de interesse do espectro, dos quais  resultam informações confiáveis e relevantes sobre os valores das áreas, posições e larguras dos picos de interesse.  A partir destes resultados é que informações física relevantes serão inferidas.
O primeiro procedimento na análise de um pico consiste na remoção dos “elétrons de fundo”, da base na qual este se assenta. O processo mais simples para a remoção dos elétrons de fundo consiste na extração de uma base linear sob o pico no espectro original, sendo aplicável sempre que a correta identificação das posições de pontos base do pico é possível. Na maioria dos casos que envolvem semicondutores, este é o caso.
O ajuste de uma função analítica pode ser feito empiricamente ou procurando-se razões experimentais e teóricas para escolher-se a função para o ajuste, e neste caso geralmente funções gaussianas, lorentzianas, ou em certos casos uma convolução das duas prestam-se bem ao serviço de ajuste aos dados experimentais. Em sua quase totalidade os ajustes destas funções a um mesmo pico fornecem resultados semelhantes para área, posição e largura de cada pico considerado, diferindo os resultados entre os ajustes por valores menores do que as incertezas nos resultados obtidos. Na figura vemos o ajuste do pico Ga3d para um espectro obtido de uma amostra de arseneto de gálio onde depositou-se uma pequena quantidade de césio na superfície. O ajuste é feito mediante uma função gaussiana, e o ajuste por lorentziana fornece resultados bem semelhantes.
Uma função gaussiana típica usada na análise de espectros XPS:{\displaystyle A=A_{0}+{\frac {A_{1}}{w{\sqrt {\frac {\pi }{2}}}}}e^{-2({\frac {(x-x_{c})}{w}})^{2}}}Os parâmetros A0, A1, Xc e W são ajustados pelo programa de análise de forma que a curva ajuste-se da melhor forma possível aos dados experimentais.
Em metais a remoção de uma base linear pode não mostrar-se adequada devido a uma considerável elevação do patamar de elétrons secundários no lado do pico correspondente a menores energias cinéticas, sendo exemplo deste caso o pico Fe3p em espectros de Ferro (figura abaixo, espectro para 150A de Fe).  Basicamente as estruturas são simétricas para materiais isolantes e semicondutores, mas não para metais, e um tratamento diferenciado para a remoção dos elétrons secundários faz-se então necessário. Nesse último caso uma função do tipo Doniach-Sunijic ou uma aproximação desta presta-se bem melhor à correta remoção da base formada pelos elétrons secundários e o uso de uma base linear é desencorajado.

### Fe sobre GaAs - um exemplo
O sistema que se obtêm fazendo a deposição de Ferro (Fe) sobre arsenieto de gálio  (GaAs) é um sistema de grande interesse na área da spintrônica  por constituir-se em uma junção entre um material magnético e um semicondutor que pode facilmente funcionar como fonte de corrente spin-polarizada. É um sistema já estudado mediante diversas técnicas de análise incluindo-se a técnica XPS, e uma grande variedade de informações encontra-se disponível na literatura.
A figura ao lado apresenta uma sequência de espectros tomados entre as sucessivas deposições de Fe de alta pureza sobre um cristal semicondutor GaAs (100), encontrando-se na parte inferior o espectro tomado com o GaAs limpo e na parte superior um espectro análogo ao que se obteria para uma amostra de ferro puro, isto após a deposição de apenas 150 Å de ferro na superfície da amostra (Fe cresce epitaxialmente sobre GaAs). XPS é uma técnica de análise de superfície.
A análise dos picos principais para cada um dos espectros resulta em tabelas que contém respectivamente informações a respeito das áreas, posições e larguras para cada um dos picos em cada um dos espectros. Analisando estes dados processos tais como a formação de uma estreita camada reagida durante a deposição dos primeiros 8Å de Fe - camada esta contendo um composto químico de Fe e As formado mediante quebra da ligações Ga-As - seguida de uma camada epitaxial de Fe puro crescendo sobre esta camada reagida pode ser inferida dos dados nestas tabelas e dos gráficos construídos a partir das mesmas. A presença de uma camada monoatômica de As constantemente segregada à superfície do Fe que cresce epitaxial sobre a camada reagida também pôde ser detectada até coberturas bem elevadas de ferro, não o sendo somente no último espectro (de ferro puro), que foi tomado após a deposição em única etapa de uma quantidade de ferro equivalente a toda a quantidade antes depositada em 9 etapas sucessivas espaçadas por intervalos de aproximadamente duas horas entre entre elas.
Regra geral, a relação entre as áreas dos picos para elementos diferentes encontra-se relacionada à estequiometria destes elementos na camada superficial e os deslocamentos nas posições dos picos - e associadamente as variações nas larguras em energia destes picos - encontram-se associados às mudanças nas ligações químicas (ambiente químico) feitas por cada elemento em questão. Átomos de um mesmo elemento mas em estados de oxidação diferentes darão origem a picos de nível de caroço levemente deslocados para energias cinéticas maiores ou menores dependendo do caso. Se dois destes picos estiverem muito próximos, os mesmos serão entendidos como um único pico com largura maior.
Entretanto mesmo sem análise formal prévia podem ser obtidas informações úteis dos espectros. Não é necessário muito esforço para se perceber a gradual redução e final supressão nas amplitudes dos picos relacionados ao Ga e ao As bem como o surgimento e gradual crescimento até uma final saturação das amplitudes dos picos relacionados ao Fe à medida que este metal é depositado na amostra. Esta observação nos fornece a informação de que Fe cresce puro sobre GaAs ao invés de ir gradualmente reagindo com o mesmo e dissolvendo-o à medida que este metal é depositado, o que seria uma hipótese prévia possivelmente cogitada uma vez conhecido que Fe tem a capacidade de substituir o Ga nas ligações com o As.

## Considerações teóricas

### Cristais, fônons e fotoelétrons

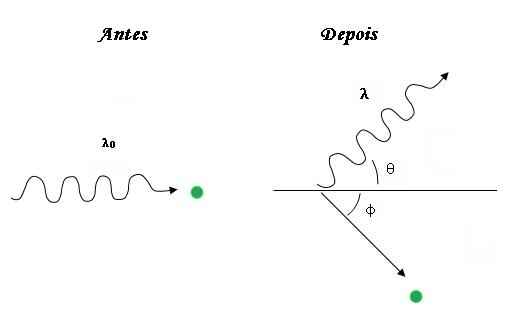
Efeito Compton: um fóton é absorvido por um elétron livre em repouso. Um fóton secundário é obrigatoriamente emitido no processo, e o elétron não absorve toda a energia do fóton incidente.

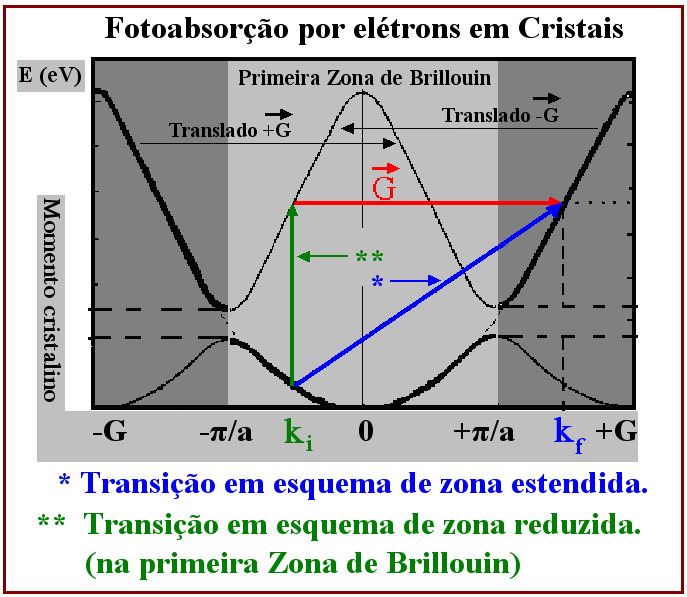
Fotoexcitação de elétron em um cristal: na excitação representada o momento do fóton é desprezível e o mapeamento da transição pode ser visto como uma transição apenas em energia (seta verde) na primeira Zona de Brillouin. O elétron absorve toda a energia do fóton incidente.

A interação entre fótons e elétrons livres é descrita pelo Efeito Compton. No efeito Compton, devido à relação de dispersão dos elétrons livres ser uma função quadrática do momento e a relação de dispersão dos fótons ser uma função linear do momento,  para que se tenha a conservação de momento um segundo fóton deve ser obrigatoriamente produzido no processo. A energia antes presente somente no fóton incidente (o elétron é suposto estático por simplicidade) mostra-se após a "colisão" dividida entre a energia do fóton emitido e a energia cinética do elétron ejetado, e não há como o elétron absorver toda a energia do fóton incidente.
Nas técnicas de espectroscopia como XPS e UPS (Espectroscopia de fotoelétrons excitados por ultravioleta) há de forma similar interação de fótons e elétrons, e as conservações da energia e do momento também são satisfeitas. Entretanto, os elétrons envolvidos neste processo não são elétrons completamente livres, e a estrutura eletrônica em sólidos cristalinos apresenta diversos estados eletrônicos ou ocupados ou vazios. De forma que ao levar em consideração esses aspectos, o processo de fotoemissão é melhor descrito através de um acoplamento entre um dos estados antes ocupados e um estado dos estados antes vazios na estrutura de bandas do material. O estado final (vazio) pode ser um estado com energia total inferior à energia de vácuo - estado ainda na estrutura de bandas discretas do sólido, caso em que o elétron excitado não é portanto ejetado - ou pode ser um estado na região de energia contínua acima da energia de vácuo - caso no qual o elétron liberta-se do sólido, podendo ser então detectado no analisador de elétrons externo à amostra.
A relação de dispersão e estrutura de bandas para os sólidos são consequências diretas da interação entre o elétrons do cristal e o próprio cristal, e no processo de excitação que leva à fotoemissão.Em sólidos, a rede cristalina participa portanto da interação, podendo absorver ou fornecer um fônon, caso as conservações de momento e energia  assim o exijam. O processo é portanto um pouco diferente do Efeito Compton, e fato relevante é que há a possibilidade da absorção completa do fóton incidente pelo elétron sem a necessidade de emissão de um fóton secundário no processo. Este é o caso para os fotoelétrons de interesse na espectroscopia de elétrons, e o processo pode ser basicamente descrito como uma absorção mediante transferência completa de energia do fóton para o elétron, uma vez que os fônons indispensáveis à conservação do momento têm energias desprezíveis quando comparadas às do elétron ou do fóton excitante.
Detalhes técnicos em relevância: quando os fótons excitantes têm momentos desprezíveis se comparados aos momentos cristalinos dos elétrons no cristal - o que ocorre para fótons em UPS - o fóton basicamente transmite energia para os elétrons. Ao ter a sua energia aumentada, o momento do elétron tende a aumentar (E=P2/(2m)), e a conservação do momento só é possível graças à participação da rede no processo mediante o vetor de rede recíproca G. Assim, os estados final e inicial têm, uma vez desconsiderado o momento do fóton, o mesmo momento cristalino (ki=kf-G=kf), e a transição é mapeada na primeira Zona de Brillouin como uma transição apenas em energia (seta verde na figura). 
Em XPS a energia dos fótons excitantes é muitas ordens de grandeza maior do que em UPS e o momento de um destes fótons não pode mais ser desprezado. A transição neste caso ainda pode ser mapeada na primeira Zona de Brillouin mas não será mais uma transição apenas em energia (vertical), sendo que os estados final e inicial terão momentos cristalinos que diferirão por um valor adequado (ki<>kf-G=kf), o que corresponderia a seta verde contudo um pouco "inclinada" na figura. Na prática não só há a transferência completa de energia do fóton excitante para o elétron como também há a transferência de momento em quantidade adequada para torná-lo um elétron livre uma vez que o estado final não é mais um estado confinado do cristal.
Fato fundamental em ambos os processos é que, uma vez conhecida as características do fóton excitante, sólidas informações a respeito da estrutura interna do sólido em análise podem ser inferidas a partir da análise dos fotoelétrons ejetados, uma vez que estes elétrons têm energias e momentos que dependem intimamente das energias e momentos que tinha nos estados que se encontravam antes da excitação. Informações sobre a estrutura de bandas do sólido em análise são assim evidentes nos espectros XPS, a saber os picos de caroço nos espectros.

### Energias em estrutura de bandas

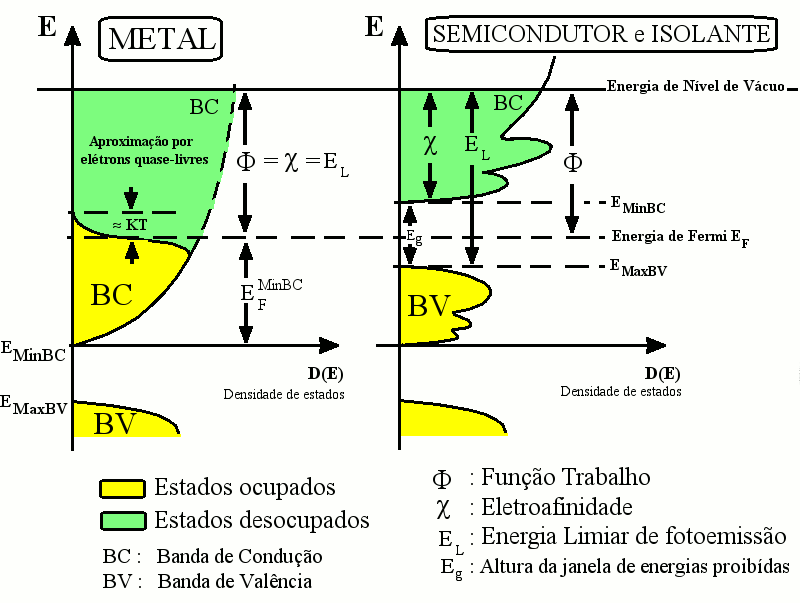
Energias em estrutura de bandas para sólidos cristalinos: os conceitos de Função Trabalho, Energia de Vácuo, Energia de Fermi e Limiar de Fotoemissão são importantes para a correta compreensão das informações em espectros XPS.

Conforme descrito pela física quântica, sistemas confinados apresentam níveis de energias discretos: em átomos há níveis de energia, e em sólidos assim como os átomos estes níveis se agrupam formando bandas de energia permitidas e bandas de energias proibidas. Para estudar os sólidos, alguns conceitos importantes sobre energias são definidos em termos desta estrutura de bandas.E tais conceitos são importantes na compreensão dos espectros XPS. A saber tem-se as seguintes definições:
- Energia de nível de vácuo (Ev): é a energia total mínima que um elétron deve possuir para libertar-se do sólido, tornando-se um elétron livre mas estático nas imediações da amostra, em situação tal que a amostra não consiga mais atraí-lo de volta. Um elétron com energia total maior que a energia de nível de vácuo continuará a se mover mesmo após abandonar a amostra, liberando o excesso de energia em relação à energia de nível de vácuo na forma de energia cinética. Elétrons com energias totais menores que a energia de nível de vácuo estão confinados ao sólido.
- Eletroafinidade eletrônica (X ou A): considere um sistema constituído por uma amostra neutra e em seu estado de equilíbrio termodinâmico e mais um elétron externo à amostra e com energia total igual à energia de nível de vácuo. A eletroafinidade é a medida da energia liberada quando este elétron é admitido na amostra, tornando-se um elétron confinado ao sólido. No processo o elétron ocupa o estado com a menor energia total disponível no sólido.
- Energia de Fermi (Ef): a energia de Fermi corresponde à energia do último estado eletrônico ocupado em sistemas à temperatura de 0 Kelvin (onde a probabilidade de ocupação de um estado vale ou 1 ou zero). Para sistemas com temperaturas absolutas não nulas uma média das energias de todos os estados afetados pela agitação térmica (com probabilidades de ocupação entre 1 e zero). Ponderadas cada qual pela respectiva probabilidade de ocupação do estado associado, deve ser feita a fim de se determinar a correta localização da energia de Fermi. Assim, a energia de Fermi é a energia diretamente relacionada ao equilíbrio termodinâmico dos sistemas, sendo a mesma ao longo de todo o sistema em tal estado. Em sistemas constituídos pelo contato de dois materiais condutores as energias de Fermi devem ser iguais em ambos os lados da junção, a fim de que se tenha o equilíbrio eletrodinâmico. Fato que leva ao estabelecimento da diferença de potencial de contato, fator com significativa relevância experimental em espectroscopia. Em virtude dos diversos contatos elétricos que devem ser estabelecidos no equipamento de espectroscopia, a fim de fazê-lo funcionar, a energia de Fermi é a melhor escolha para a energia de referência em sistemas de espectroscopia de elétrons, sendo geralmente definida como o zero na análise dos resultados obtidos.
- Função trabalho ({\displaystyle \phi }) : é a energia mínima que se deve fornecer ao sistema a fim de se conseguir remover um elétron do mesmo, estando os sistemas antes e após a remoção em seus respectivos equilíbrios dinâmicos. Corresponde à diferença entre as energias de nível de vácuo e de Fermi para o sistema.
- Energia de ligação (EB): a energia de ligação de um estado quântico eletrônico específico, é a diferença das energias totais do sistema quando este estado encontra-se desocupado e ocupado por um elétron, respectivamente. Assume-se que o sistema, mantida a ausência no primeiro caso, já tenha relaxado energeticamente de forma a acomodar-se à ausência do elétron no referido estado, assumindo a configuração que lhe permita então a menor energia total com o referido estado ainda vazio. É uma energia muito importante em espectroscopia, podendo ser referida em relação à energia de nível de vácuo ou à energia de Fermi, sendo necessário algum cuidado quanto à referência utilizada ao se considerar dados oriundos da literatura.
- Energia de limiar de fotoemissão (EL): a energia de  limiar de fotoemissão  corresponde à mínima energia que cada um dos fótons excitantes deve ter para conseguir arrancar elétrons da amostra, de forma a produzir uma corrente de fotoemissão mensurável. Nos metais à temperatura ambiente  iguala-se à função trabalho, e em semicondutores corresponde à eletroafinidade somada à energia do gap existente entre a banda de valência e de condução.

### Relação fundamental em processos de fotoemissão

#### Equação fundamental
Conhecendo as energias anteriormente definidas, estamos aptos a compreender a equação fundamental que descreve o processo de fotoemissão. Tal equação fundamenta-se no princípio da conservação da energia e considera que a energia total do sistema inicialmente em equilíbrio somada à energia do fóton incidente deve igualar-se à energia total do sistema em equilíbrio após o elétron ser ejetado, somada à energia necessária para se remover o elétron e à energia cinética deste elétron no vácuo:
{\displaystyle E_{N}^{total}+\hbar \omega =E_{N-1}^{total}+E_{cin}^{v}+\phi }
Reagrupando os termos acima teremos:
{\displaystyle E_{B}^{v}=\hbar \omega -(E_{cin}^{v}+\phi )}
A expressão acima corresponde à equação geral que governa o processo de fotoemissão com a referência de energia tomada necessariamente como a energia de vácuo uma vez que a energia cinética é definida no referencial da amostra e que a energia de ligação relatada também encontra-se referida à energia de vácuo.Alguns problemas práticos surgem ao se considerar um experimento real, entretanto. O primeiro refere-se ao fato que a energia de vácuo acima citada corresponde à energia de vácuo da amostra e não à energia de vácuo do dispositivo realmente responsável por medir a energia cinética dos elétrons, o analisador de elétrons. Isto se deve ao fato de que as funções trabalho do analisador e da amostra não são necessariamente iguais, e, considerando-se que ambos encontram-se eletricamente conectados, uma diferença de potencial de contato existe entre o analisador e a amostra.
A existência deste potencial de contato traz algumas implicações quanto à medida da energia cinética no analisador uma vez que a mesma implica a existência de um campo elétrico na região em vácuo compreendida entre a superfície da amostra e do analisador. Um elétron que, em relação ao nível de vácuo da amostra, possua uma energia cinética Ecin, seria percebido pelo analisador (em relação ao seu próprio nível de vácuo, portanto), como possuindo uma energia cinética dada por Ecin.medida = Ecin - e {\displaystyle \theta }, onde -e é a carga do elétron e {\displaystyle \theta } a diferença de potencial de contato entre a amostra e o analisador (e {\displaystyle \theta } = {\displaystyle \Phi } amostra - {\displaystyle \Phi }analisador). O termo -e{\displaystyle \theta } refere-se à energia ganha pelo elétron ao se mover da amostra até o analisador, estando a amostra em um potencial {\displaystyle \theta } abaixo do potencial do analisador. A existência da diferença de potencial de contato não seria problema caso esta fosse constante, mas quando se considera que amostras diferentes em análise possuem, cada qual, uma função trabalho diferente, na maioria das vezes previamente desconhecida, um problema real existe.
O problema atrelado ao potencial de contato reside na escolha do referencial de energia e para solucioná-lo basta portanto redefinir a energia de referência para um nível de energia comum tanto à amostra como ao analisador. Este nível de referência é evidente: a energia de Fermi.
Considerando que a diferença entre o nível de vácuo da amostra e a energia de fermi da mesma é a sua função trabalho {\displaystyle \phi }, a energia cinética ECINF medida agora em relação ao nível de Fermi pode ser escrita como:
{\displaystyle E_{cin}^{F}=E_{cin}^{v}+\phi }
A equação fundamental em processos de fotoemissão torna-se então:
{\displaystyle E_{cin}^{F}=\hbar \omega -E_{B}^{F}}
Nestas equações, tanto a energia de ligação EBF quanto a energia cinética EcinF referem-se agora à energia de Fermi, e usualmente costuma-se suprimir o "F" nesta expressão. O termo energia cinética neste caso foge, é claro, dos rigores de sua definição clássica e as energias cinéticas e de ligação Ecin e EB usualmente encontradas nas literatura encontram-se geralmente referidas à energia de fermi. Entretanto não são poucos os em que as mesmas encontram-se referidas ao nível de vácuo de forma que alguma atenção quanto a este ponto é sempre requerida ao se consultar as tais informações na literatura.

#### Relação entre energia de ligação dos elétrons e ligações químicas
Um dos principais atrativos da técnica de XPS é sua capacidade de diferenciar ligações químicas presentes na superfície do material analisado, devido ao fenômeno conhecido como deslocamento químico (chemical shift) descoberto pelo grupo de pesquisadores liderados por Kai Siegbahn em 1957. A energia de ligação dos fotoelétrons emitidos do caroço é influenciada diretamente pelo número de prótons (o número atômico Z dos elementos químicos) para um elemento químico puro. No entanto, um sólido é composto por diversos átomos em diferentes estados, o que influenciará diretamente nos valores de energia de ligação medidos no equipamento. 
A ligação química apresenta três princípios fundamentais: polaridade, distância e energia sendo que estes três possuem um parâmetro em comum conhecido como eletronegatividade.
Quando um elétron adicional se aproxima de um átomo, em uma ligação química, ele será atraído por seu núcleo. Os elétrons da ligação são atraídos simultaneamente pelas cargas efetivas dos dois núcleos, entretanto podem ficar mais atraídos por um desses núcleos dependendo da eletronegatividade de cada átomo central, o que acaba gerando uma distorção da nuvem eletrônica. Esta distorção depende do tipo de ligação química (iônica, covalente, metálica) e também do tipo de interação intermolecular da molécula (ligação de hidrogênio, dipolo permamente, dipolo induzido).
Além da interação elétron – núcleo a ligação química também depende da repulsão entre elétron – elétron da molécula.Assim a energia da ligação química pode ser calculada pela seguinte equação.
{\displaystyle E=\textstyle \sum _{i=l}^{N}\displaystyle Eii+\sum _{i<j}Eij}
Eii = interação elétron – núcleo (atração)
Ei = interação elétron – elétron (repulsão)
O XPS é uma técnica que analisa os elétrons presentes no nível “caroço”, assim fatores que mais contribuem para a medida da energia na ligação química
1º número quântico principal (n) – interação elétron núcleo
2º número quântico relacionado ao momento angular (l) – forma da nuvem eletrônica
3º momento angular total (j) – relacionado as interações spin – orbita em casos de dubleto
A partir do evento de fotoionização, a densidade de cargas afetará diretamente na energia cinética e nos valores de energia de ligação dos fotoelétrons detectados. Por exemplo, para um fotoelétron do átomo de carbono em uma ligação C-F, a densidade de carga de valência negativa é significativamente reduzida nos átomos de carbono devido à alta eletronegatividade do flúor, resultando em uma pior blindagem do buraco no núcleo deixado após a fotoionização. Portanto, um fotoelétron que sai deste local experimenta uma atração coulombiana mais forte e, consequentemente, chega ao detector com uma energia cinética mais baixa do que os elétrons correspondentes originados de um átomo de carbono de uma ligação C-C.
Desvios químicos são muito presentes em análises de XPS para metais e óxidos metálicos, onde a forma oxidada do metal resultará em deslocamentos químicos para energias de ligação maiores dos níveis do caroço do metal, devido à presença de oxigênio, se comparados à energia de ligação destes elétrons no metal puro. Por causa desses desvios, é possível determinar os estados de oxidação presentes no material metálico analisado. Um exemplo é a determinação e a quantificação de óxidos referentes aos estados de oxidação Ti1+, Ti2+, Ti3+ e Ti4+ em uma amostra de titânio metálico exposto na atmosfera.

#### Calibração do equipamento
Adotando-se a energia de Fermi e não a energia de vácuo como referência para a medida das demais energias as dificuldades com o processo de medida das energias cinéticas antes descritas são suprimidas uma vez que a função trabalho do analisador de elétrons é uma constante do equipamento. Considerado que a diferença entre a energia do nível de vácuo e a energia de Fermi corresponde à função trabalho, para se obter a energia cinética Ecin medida por um analisador em relação ao nível de Fermi do sistema basta pegar a energia cinética medida pelo analisador em relação ao seu nível de vácuo e acrescer a esta o valor constante da função trabalho do analisador. Esta operação de soma é executada automaticamente pelo programa responsável por coletar e processar as informações fornecidas pelo analisador, possuindo o mesmo, dentre os seus parâmetros configuráveis, um campo que permite a entrada por parte do usuário da função trabalho do analisador.
O valor da função trabalho do analisador pode ser facilmente determinado através do uso de um padrão de calibração, universalmente aceito como sendo a linha 4f 7/2 do ouro, cuja energia de ligação é conhecida como EBF = 84,0 eV. Se uma medida desta linha em um dado equipamento realizada com o parâmetro de entrada da função trabalho do analisador no programa ajustado em zero fornecesse um valor EB = 79,4 eV para a citada linha, o analisador (mais especificamente o equipamento de medida "como um todo") possuiria portanto uma função trabalho de 84,0eV - 79,4eV = 4,6 eV. Este valor é fixo, e uma vez configurado no programa todas as medidas subsequentes fornecerão os valores corretos para as energias cinéticas medidas já em relação ao nível de fermi do sistema.
Nos espectros XPS as energias cinéticas ali presentes são portanto expressas, a menos que especificado em contrário, em relação ao nível de fermi do sistema.

### Modelo dos três passos para fotoemissão
Um dos modelos mais utilizados para se explicar a natureza das estruturas encontradas em um espectro de fotoelétrons e que tem apresentado bons resultados quanto à explicação dos dados experimentais é o modelo fenomenológico dos três passos para a produção de um fotoelétron. Este modelo consiste basicamente em dividir-se o processo de produção do fotoelétron em três etapas, sendo elas: (1) Excitação , (2) Transporte e (3) Escape através da superfície. Uma descrição dos principais fenômenos envolvidos em cada uma das etapas consideradas nos dará uma boa ideia dos fundamentos deste modelo. Vale ressaltar que há entretanto modelos mais “exatos”, como o modelo de um passo descrito por Stephan Rüfner

- que pressupõe que um elétron oriundo de um dos estados quânticos inicialmente ocupados dentro do cristal, estados estes então descritos pelas respectivas funções de Bloch e correspondentes números quânticos associados, seja diretamente excitado a um estado final então descrito por uma função de onda com densidade de probabilidade que atenua-se gradualmente dentro do sólido com o aumento da distância à superfície ao mesmo tempo que mostra-se constante no ambiente externo ao sólido - são alternativas plausíveis quando se deseja um maior rigor teórico. É sabido, por exemplo, que o processo de excitação não é um fenômeno essencialmente localizado no espaço, como pressupõe o primeiro passo do modelo dos três passos, o que não invalida, entretanto, este modelo.

### O processo de excitação
Os estados eletrônicos dentro de um cristal são descritos, como se veem-se nas relações de dispersão para cristais, por bandas de energia. O processo de excitação consiste basicamente em excitar um elétron de um estado inicial associado a esta estrutura de bandas a um estado final com energia total associada maior. As regras de excitação são as regras de conservação de energia e momento antes descritas e ao processo pode estar associada a criação de um fônon caso a conservação de momento assim o exigir. O uso adequado das regras envolvidas no processo de excitação pressupõe, ao se estruturar o processo de excitação, que se conheça a natureza do estado final ao qual o elétron está sendo excitado. Como o fotoelétron será, ao fim do processo, um “elétron livre”, com energia total maior que a energia de nível de vácuo, é esperado que o estado final deva ser um entre os possíveis estados de um “elétron livre”. Contudo, este “elétron livre” ainda deve ser considerado ainda “dentro” do cristal, uma vez que não se levou em conta ainda os outros dois passos do modelo respectivamente associados ao fenômeno de transporte e ejeção ao vácuo. Caso se conheça a estrutura de bandas do cristal na região de energia associada à energia do estado final, esta deve preferencialmente ser utilizada na análise. Caso não se conheça previamente esta estrutura, a melhor descrição para estes estados finais, dadas as circunstâncias, também já foi citada e certamente é a descrição fornecida pelo modelo do elétron quase-livre. Com esta aproximação espera-se uma relação de dispersão parabólica para os estados finais ocupados pelos elétrons fotoexcitados, com seu mínimo, experimentalmente ajustável, abaixo da energia de vácuo. Após considerações sobre o processo de transmissão e escape através da superfície, o mínimo da relação parabólica para o elétron, agora realmente um elétron livre, poderá realmente ser considerado como sendo a energia do nível de vácuo.
Em outras palavras, no processo de excitação do modelo de três passos assume-se que um elétron em um estado inicial relativamente bem localizado (descrito portanto por um pacote de ondas) - localizado em uma região consideravelmente maior que a constante de rede da estrutura cristalina e consideravelmente menor que a profundidade de penetração das ondas eletromagnéticas excitantes no mesmo sólido - depois de excitado, permaneça ainda relativamente localizado. A probabilidade de transição entre estes dois estados é tida como sendo praticamente idêntica à probabilidade de transição entre os dois estados eletrônicos cristalinos da estrutura de bandas que estariam envolvidos na transição em questão.

### Transporte do elétron à superfície

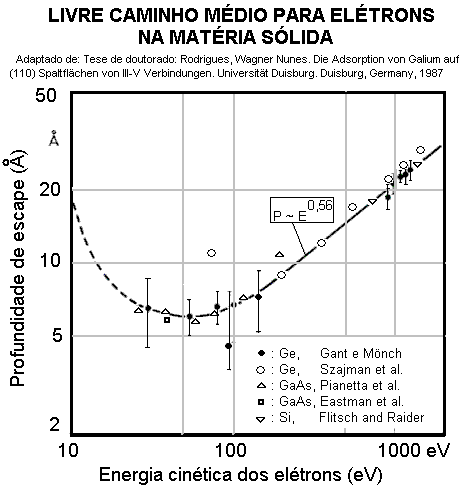
Os pequenos caminhos livres médios para elétrons em matéria sólida implicam que as técnicas de espectroscopia de fotoelétrons sejam essencialmente técnicas de análise de superfície.

O principal processo físico que afeta o movimento dos elétrons desde o ponto onde estes foram excitados até a superfície onde serão eventualmente ejetados refere-se certamente à considerável probabilidade de que estes venham a sofrer, no trajeto

até a superfície, choques inelásticos, ou seja, choques que acarretem perda de parte de suas respectivas energias cinéticas.
Os choques ou espalhamentos inelásticos dos fotoelétrons dependem de sua energia cinética e ocorrem predominantemente com outros elétrons, quando estes têm energias cinéticas elevadas (centenas de elétrons-volt), e predominantemente com fônons, quando estes têm energias cinéticas muito baixas (alguns elétrons-volt). A probabilidade de que um elétron venha a sofrer um espalhamento inelástico aumenta com a distância percorrida, e isto leva à definição de caminho livre médio dos elétrons. A uma distância do ponto de excitação correspondente a um caminho livre médio a probabilidade de que este elétron já tenha participado de alguma colisão inelástica é de 1/e ~ 63%, Em outras palavras, se vários elétrons fossem excitados em uma dada região do sólido, seguindo cada qual uma direção diferente qualquer, a uma distância {\displaystyle \lambda } desta região de excitação uma fração 1/e destes elétrons já teria, em média, sofrido pelo menos uma colisão inelástica. Há uma “curva universal”

para o caminho livre médio de elétrons - obtida a partir de dados para GaAs, Si e Ge - sendo dita universal por ser praticamente independente do material no qual os elétrons se propagam.
O pequeno livre caminho médio característico aos elétrons nos sólidos, da ordem de alguns poucos angstroms para elétrons com energia cinética entre 50 eV e 100 eV, até algumas poucas dezenas de angstroms para elétrons com energia cinética na faixa de 1000 eV, implica que as técnicas de espectroscopia de fotoelétrons são essencialmente técnicas de análise de superfície. Os elétrons que atingem a superfície do material em condições de abandoná-lo e serem portanto detectados, provêm, em sua quase totalidade (~95%) de uma camada abaixo da superfície com espessura equivalente a não mais que 3 livres caminhos médios. Por exemplo, o caminho livre médio para elétrons com energias cinéticas de 1253 eV, correspondente aos elétrons mais energéticos passíveis de serem detectados como fotoelétrons emitidos por sólidos quando a fonte de raios X excitante utiliza magnésio como alvo eletrônico na produção de raios X (conhecida por linha Mg K {\displaystyle \alpha }) é estimado, em acordo com a curva universal, em 20 angstroms, o que significa que praticamente todos os elétrons detectados para a obtenção dos espectros de XPS obtidos com excitação pela linha de raios X Mg K{\displaystyle \alpha } provieram de regiões não mais profundas do que 60 angstroms abaixo da superfície.
O espalhamento inelástico dos elétrons é muito visível em espectroscopia de fotoelétrons. Os elétrons que sofrem colisões inelásticas perdem energia e aparecem nos espectros em posições de menor energia cinética, formando um fundo sobre o qual encontramos os picos de elétrons que não sofreram perdas de energia. Este fundo tende a crescer consideravelmente à medida que consideramos energias menores, pois se há maior número de elétrons com uma dada energia, há também um maior número deles que vão sofrer colisões inelásticas, perdendo uma parcela de sua energia e indo com isto aumentar o grupo de elétrons que possui energias cinéticas menores. É esperado também que, no lado de menor energia cinética de cada pico de elétrons não espalhados nos espectros, haja uma considerável elevação do patamar dos elétrons de fundo, pelo mesmo motivo. Nas regiões de mais baixa energia cinética (algumas dezenas de elétrons-volt), este processo leva à existência de um “pico” de elétrons espalhados inelasticamente.
Os elétrons secundários (ou de fundo) trazem muitas informações sobre a estrutura, e não devem ser ignorados na análise 
Um raciocínio semelhante leva à definição de um caminho livre médio também para os fótons, ressalvando de antemão que os processos de “colisão” são agora outros. O caminho livre médio dos fótons afetaria em muito o espectro de fotoelétrons caso este fosse comparável aos caminhos livres médios dos elétrons. Por sorte, os caminhos livres médios para fótons se movendo no interior da matéria, apesar de também dependerem claramente da energia destes entes, são duas ou mais ordens de grandeza superiores aos dos elétrons nas regiões de energias utilizadas para espectroscopia. Assim, ao se iluminar a amostra com a fonte de raios X, na região de onde provêm os elétrons em análise obtém-se uma densidade de fótons praticamente uniforme, e a dependência desta com a profundidade não se manifesta nos espectros de fotoelétrons.
Outros fenômenos de transporte também podem influir no espectro de elétrons emitidos pelo sólido. Espalhamentos elásticos e difração dos elétrons pela rede cristalina, provocando uma dependência espectral com o ângulo na qual estes elétrons são coletados para análise, são alguns exemplos, e são de considerável importância em espectroscopia de fotoelétrons com resolução angular (ARPS), na qual a dependência espectral angular é levantada varrendo-se o ângulo polar e azimutal do analisador em relação ao sistema de coordenadas centrado na amostra. 
Os raios X que incidem na amostra podem penetrar bastante profundamente (alguns μm). Os elétrons gerados profundamente na amostra encontrarão muitas colisões inelásticas, o que significa que perderão energia e eventualmente perderão toda a sua energia antes de sair da amostra. Por outro lado, elétrons gerados mais próximos à superfície podem ter apenas uma ou duas colisões inelásticas antes de escapar da amostra e alcançar o detector. Esses elétrons deixam a amostra com menos energia cinética do que o esperado, porque perderam uma quantidade aleatória de energia em seu caminho até o detector. 
A sensibilidade superficial do XPS é determinada pela profundidade máxima da qual um elétron pode ser gerado e ainda escapar sem espalhamento inelástico. A lei de Beer descreve a intensidade, I, dos elétrons emitidos de uma amostra em profundidades maiores que d, onde I0 representa o número total de elétrons gerados da amostra. O termo λ é o comprimento de atenuação do elétron, que dependerá da energia do elétron e do material através do qual ele está viajando. O comprimento de atenuação é semelhante ao caminho livre médio inelástico (IMFP) dos elétrons (definido como a distância média que um elétron com uma certa energia cinética pode percorrer antes de espalhar inelasticamente), mas o comprimento de atenuação também leva em conta o efeito do espalhamento elástico.
Usando a lei de Beer, pode-se mostrar que cerca de 95% dos elétrons escaparão de uma profundidade de 10 nm ou menos, e 10 nm é frequentemente citado como a profundidade de informação para XPS.   Fontes de raios X de alta energia geram elétrons com energias cinéticas mais altas e, portanto, os elétrons serão capazes de escapar de mais profundamente dentro da amostra. A análise com diferentes fontes de raios X permite ao pesquisador sondar diferentes profundidades dentro da amostra. 
A análise em profundidade da distribuição de composição química é um tipo específico de análise microlocal que se concentra na terceira dimensão, perpendicular à superfície da amostra. Esse tipo de análise envolve a avaliação da composição de seções finas (com espessura máxima de algumas camadas atômicas) ao longo de uma escala de profundidade. Essa análise pode ser realizada por meio de técnicas não destrutivas ou destrutivas.
As técnicas destrutivas de análise de perfil de profundidade são mais tradicionais e evidentes. Elas incluem métodos de natureza mecânica, como crateramento de bola, frequentemente combinados com técnicas que permitem resolução lateral, como XPS de imagem, ou seccionamento químico seguido de análise química do material removido. Um método de seccionamento universalmente aplicável é a erosão superficial por bombardeamento iônico com medição subsequente de XPS. A combinação in-situ com qualquer método de análise de superfície aumenta a utilidade do bombardeamento iônico para a perfilagem de profundidade. 
A XPS com resolução angular é uma variação do método XPS comum desenvolvida para aumentar sua sensibilidade à superfície. Usando esta técnica de XPS é possível caracterizar filmes ultrafinos sem a necessidade de sputtering. Na maioria dos casos, o ARXPS pode ser considerado uma técnica não destrutiva. Portanto, ele tem o potencial de sondar estados químicos subsuperficiais que seriam destruídos pelo sputtering. A partir de dados de ARXPS, é possível calcular a espessura e a profundidade de camadas ultrafinas e construir um perfil de concentração em profundidade. Ao inclinar a amostra para longe ou em direção ao analisador, o sinal pode ser tornar mais ou menos sensível às camadas mais externas. Em outras palavras, ao mudar o ângulo θ entre o analisador e a normal da superfície ou o ângulo α entre o analisador e a superfície da amostra, é possível variar a profundidade da análise enquanto o comprimento médio de livre percurso inelástico (IMFP) / atenuação dos fotoelétrons permanece o mesmo. Para diminuir a profundidade da análise, o ângulo de decolagem α deve ser diminuído (θ neste caso aumenta), já que a profundidade média de amostragem depende do seno de α (cosseno de θ) conforme equação abaixo: 
{\displaystyle d=dsin\propto =dcos\theta }
Infelizmente, o principal requisito para a ARXPS é que a superfície seja plana. A rugosidade da superfície leva a uma média dos ângulos de saída dos elétrons e também a um efeito de sombreamento dos fotoelétrons emergentes, obscurecendo assim o resultado final. Outra situação problemática possível com a aplicação da ARXPS são análises em que as camadas sendo sondadas estão mais profundas do que duas ou três vezes o IMFP/AL, ou no caso de amostras com alto grau de ordem cristalina, onde podem ocorrer fortes efeitos de difração de fotoelétrons. 
Existem duas quantidades importantes em ARXPS, o caminho livre médio inelástico (IMFP) e o comprimento de atenuação (AL). Esses termos estão relacionados e, no passado, foram usados de forma intercambiável, mas é importante entender a diferença entre eles.
Caminho Livre Médio Inelástico:  Este é o caminho médio que um elétron percorre entre colisões inelásticas sucessivas. Deve-se entender que um elétron pode passar por colisões elásticas entre eventos inelásticos e, portanto, a trajetória entre os eventos pode não ser uma linha reta.
Comprimento de Atenuação: Este termo geral pode ser aplicado a qualquer radiação passando por qualquer material. Essencialmente, é uma medida da transparência do material à radiação. Existe uma quantidade, µ, o coeficiente de atenuação, que descreve a proporção da radiação removida à medida que passa por uma espessura Δx do material. Isso é definido como:
Se o sinal de XPS for coletado em uma faixa de ângulos que vai desde uma emissão quase normal até uma emissão quase rasa, então a profundidade de análise também muda.

#### Escape pela superfície
O principal fator envolvido no escape dos elétrons através da superfície é a refração dos elétrons quando estes cruzam a região de separação entre o sólido e o vácuo. O elétron estará realmente abandonando o sólido ao cruzar esta região, e deverá vencer a barreira de potencial imposta pelo sólido à sua saída, barreira esta medida, conforme visto, pela função trabalho do material.
Ao sair do sólido, não se espera que a componente da velocidade (do momento) do elétron paralela à superfície do sólido sofra alteração. Toda mudança em sua energia neste instante está atrelada à mudança na componente do momento perpendicular à superfície do sólido em questão. Em outras palavras, é geralmente aceito que a componente horizontal do momento do elétron se conserva durante o processo de escape, e que a mudança na energia cinética do elétron por um valor igual à função trabalho do sólido se deva apenas à mudança na componente normal de sua velocidade.
A diminuição da componente vertical do momento e a conservação da componente paralela deste levam o elétron a abandonar o sólido em uma direção que forma, em relação à reta normal à superfície, um ângulo maior do que o ângulo com que este, provindo do interior do sólido, atingiu a superfície. O elétron simplesmente obedece à lei de Snell.
Dada a geometria, espera-se também que exista um ângulo crítico de incidência acima do qual o elétron, mesmo possuindo energia total acima da energia de nível de vácuo, não consiga abandonar o sólido, sendo neste caso refletido ao interior do sólido pela superfície. Assim considerando, é evidente que um elétron com a exata energia de nível de vácuo só conseguirá abandonar o sólido caso incida perpendicularmente à superfície deste. À medida que a energia total deste elétron aumenta, o ângulo limite que permite o escape do elétron afasta-se da normal à superfície, e temos a formação de um “cone de escape” no interior do sólido. Este fato é relevante em Espectroscopia de fotoelétrons com resolução angular (ARPS).

#### Diagrama para modelo dos três passos
O processo de fotoemissão segundo o modelo dos três passos encontra-se resumido na figura abaixo.

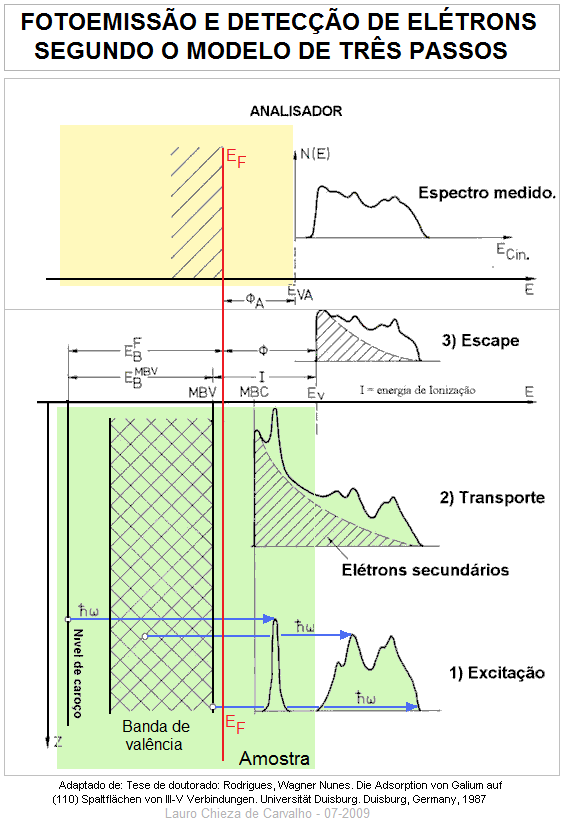
Diagrama representando o processo de fotoemissão em sólidos mediante o modelo de três passos. A energia dos fótons encontra-se na faixa do violeta, e neste diagrama apenas a banda de valência seria detectada no espectro medido uma vez que os elétrons fotoexcitados do primeiro nível de caroço não ganham energia suficiente para superar a energia de nível de vácuo da amostra. Fótons excitantes com energias maior seriam necessários para permitir a detecção do nível de caroço indicado no espectro medido. A energia de Fermi encontra-se destacada em vermelho, e a diferença entre as energias de vácuo da amostra (E_{V}) e do analisador (E_{VA}) pode facilmente ser observada.

### Estruturas em espectros XPS
Conhecendo as definições das principais grandezas envolvidas no processo de fotoemissão bem como os aspectos fenomenológicos envolvidos, muito bem descritos através do modelo dos três passos, dissecaremos agora as diversas estruturas geralmente encontradas em um espectro de fotoelétrons bem como as informações físicas que podem ser obtidas a partir de cada uma destas estruturas. As estruturas mais comuns nos espectros de fotoelétrons já foram apresentadas, entre elas os chamados picos de níveis de caroço e os elétrons secundários, refletidos nos espectros através da base contínua sobre a qual se situam as demais estruturas do espectro.

#### Picos de níveis de caroço
Os elétrons que compõem os chamados picos de caroço em espectros XPS são os elétrons excitados a partir dos níveis quasi-atômicos dos átomos que compõem a estrutura em análise. São compostos por elétrons que não participam das ligações químicas do material e que abandonaram o material em análise sem sofrerem espalhamento inelástico. Tais picos são os que identificam os elementos químicos presentes na amostra.
A relação entre as amplitudes dos picos de nível de caroço nos espectros de fotoemissão depende basicamente das seções de choque para fótons imposta pelos elétrons nos respectivos níveis considerados. Tabelas experimentais ou teóricas com as seções de choque para os principais picos dos elementos da tabela periódica podem ser encontradas na literatura. As características do analisador em uso também podem interferir nas amplitudes dos picos em análise.
Considerada a estrutura dos níveis de caroço, a largura dos picos nos espectros, referida normalmente através da largura a meia altura, ou seja, a largura do pico medida em uma posição correspondente à metade de sua altura total, depende basicamente da largura em energia da radiação excitante, da resolução em energia do analisador, e da largura mínima do pico, que liga-se ao tempo de vida médio do correspondente estado excitado através do princípio da incerteza de Heisenberg. A largura mínima do pico tem ordem de grandeza típica de 10 0  eV (=1eV). Como exemplo real, no espectro de raios X emitidos por um alvo de magnésio - anodo tipicamente encontrado em fontes de raios X presentes nos equipamentos XPS - a largura de linha da radiação excitante Mg Kα (não monocromatizada) é  0,7 eV.
As formas dos picos dependem da estrutura do material em análise. Para materiais metálicos, a interação dos elétrons emitidos com os demais elétrons de condução tende a fazer com que os picos nos espectros sejam assimétricos, apresentando uma cauda na região de menores energias cinéticas (picos de Ferro nos espectros mostrados). Para materiais isolantes e semicondutores, os picos são em geral bem simétricos.

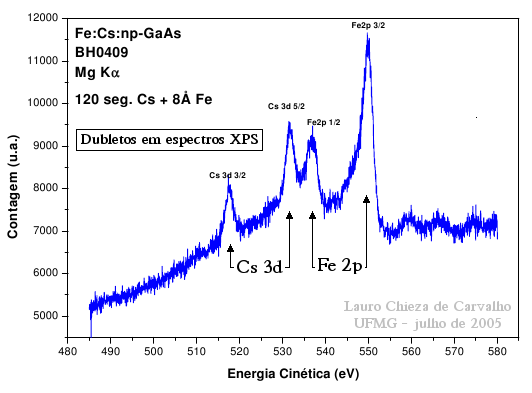
Dubletos em espectros XPS.

As degenerescências em energia devido à interação spin-órbita nos níveis de caroço são também perceptíveis nos espectros. Obedecendo-se às regras de soma de momento angular orbital, associado ao número quântico l, e momento de spin dos elétrons, associado ao número quântico s, o momento angular total deve ser calculado em acordo com a regra de Hund, ou através do acoplamento j-j, ou através do acoplamento L-S. No primeiro caso, somam-se o momento angular intrínseco do elétron e seu momento angular orbital, e posteriormente somam-se os momentos assim obtidos para todos os elétrons a fim de obter-se o momento angular total do átomo. No segundo caso, somam-se primeiro todos os momentos angulares orbitais, todos os momentos de spin, e posteriormente, para obter-se o momento total, somam-se os dois resultados então obtidos.
No acoplamento j-j, para um dado nível com um número quântico principal n designando o nível, e com um dado número quântico l > 0 designando o momento angular orbital, dois estados de momento angular total são possíveis: o estado onde o momento angular orbital e de spin se somam, j = l + ½ , e um estado onde este se subtraem, j = l – ½. Imersos nos campos magnéticos existentes dentro da própria estrutura do sólido ou do átomo, estes dois estados apresentam energias diferentes. Existe portanto um par de picos associado a cada estado designado pelos números quânticos n e l, sendo estes picos conhecidos como dubletos.

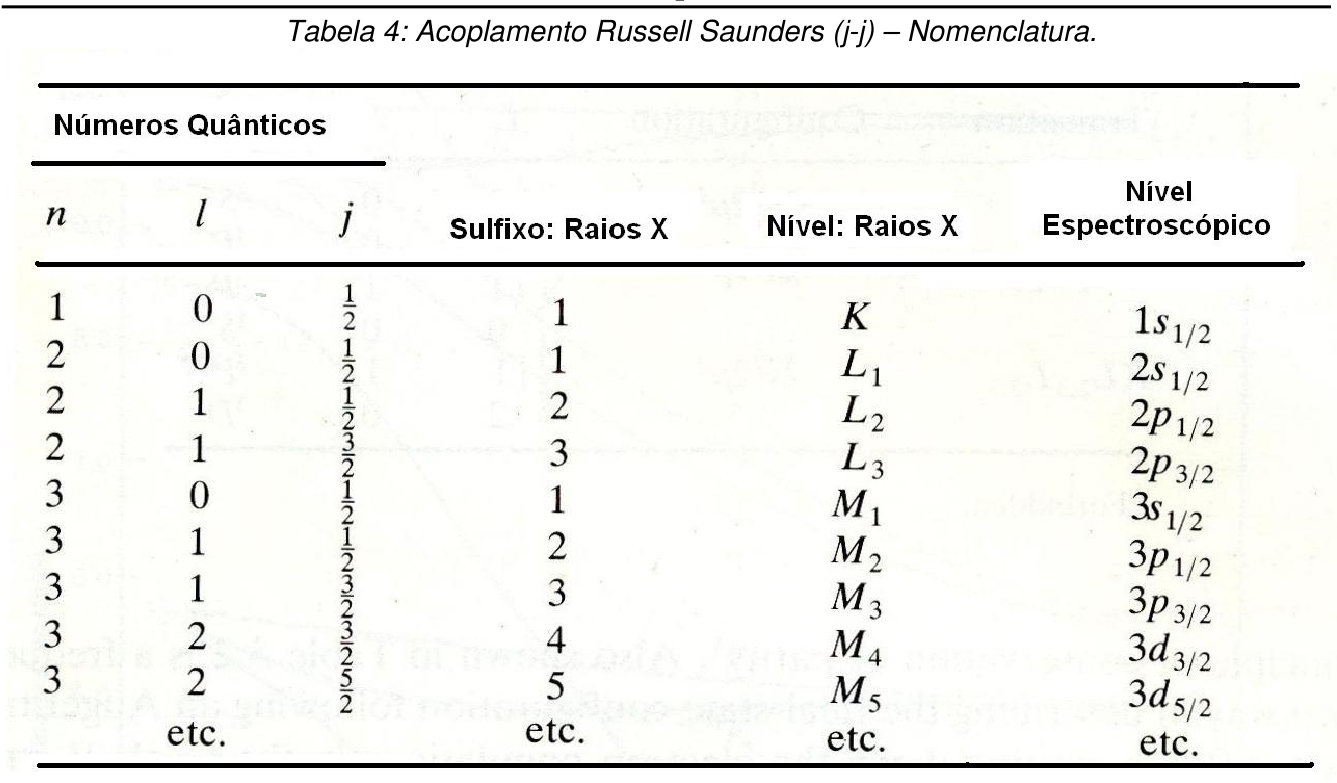
Acoplamento Russel Saunders (j-j): nomenclatura utilizada.

Nos espectros mostrados neste artigo, evidentes são os dubletos 3p 1/2 e 3p 3/2 do gálio, o dubleto Fe2p 1/2 e Fe2p 3/2 do ferro. A nomenclatura utilizada nestes casos pode ser entendida estudando-se as regras de formação ou simplesmente consultando-se a tabela ao lado.
As intensidades dos picos de um dado dubletos mantêm teoricamente uma relação entre si: entre os picos 1/2 e 3/2 de um dado dubleto, a razão é 1/2 , e entre os picos 3/2 e 5/2, a razão é teoricamente 2/3.

### Plásmons

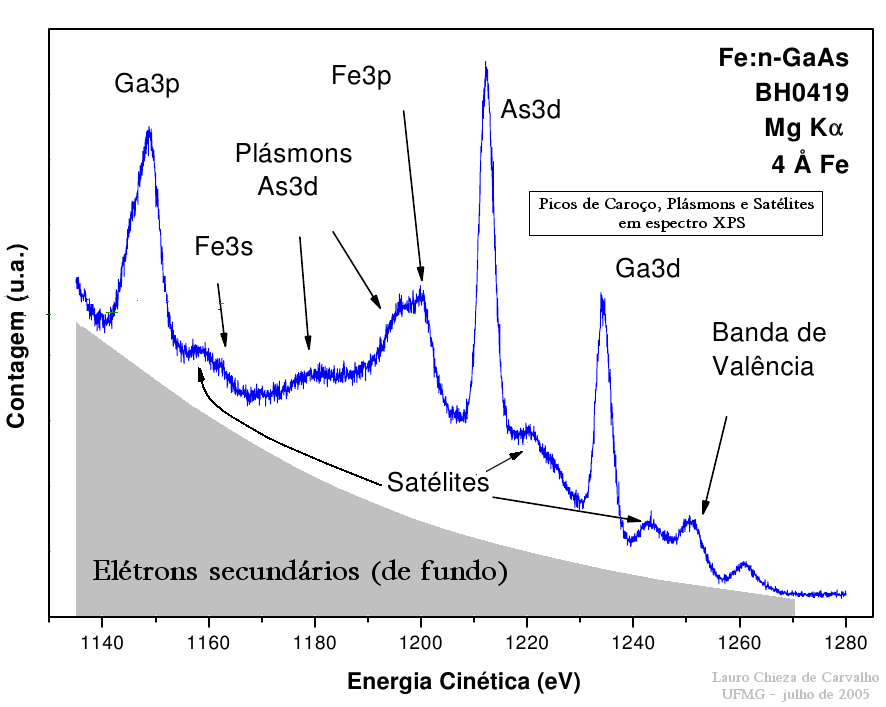
Picos de caroço, satélites, plásmons e elétrons secundários em espectro XPS. Observe que o primeiro dos plásmons do As3d aparece superposto ao pico de caroço Fe3p.

Picos plásmons são estruturas que surgem nos espectros de fotoelétrons em regiões de energias cinéticas menores do que a energia cinética da estrutura principal com a qual se associa. Devido à interação elétrica dos elétrons fotoemitidos com os elétrons da banda de valência do material, uma parcela dos elétrons emitidos excita modos de vibração coletivos dos elétrons que integram a banda de valência, e perdem assim parte da sua energia.
Como os modos de vibração coletivos são quantizados em energia, réplicas podem ocorrer, com variações em energia múltiplas da primeira variação. Os picos de plásmons podem ter sua origem na interação com elétrons associados a estados eletrônicos de superfície, sendo então identificados como plásmons de superfície, ou com estados eletrônicos associados à estrutura interna do sólido, sendo estes rotulados plásmons de volume.
Plásmons de superfície podem informar a respeito da qualidade da superfície dos sólidos em análise.

### Satélites
Em um espectro de raios X para uma fonte não monocromática, onde se tem a distribuição do número de fótons emitidos pela fonte em função da energia deste fóton, observam-se, além de um pico muito intenso correspondendo a uma grande quantidade de fótons emitidos com uma dada energia, estruturas secundárias que correspondem à emissão de fótons com energias diferentes da considerada.
Para uma fonte de magnésio, por exemplo, além de fótons com energia de 1253 eV correspondentes à principal linha MgKα, uma quantidade considerável de fótons com energia 8,4 eV e 10,1 eV acima do valor citado  são produzidos e atingem a amostra em análise. Estes fótons produzem, em acordo com a equação fundamental do processo de fotoemissão, cada qual um espectro de fotoelétrons próprio, que se mistura ao espectro de fotoelétrons principal, o mais intenso, produzido pelos fótons da linha principal.
As estruturas associadas a estes "espectros secundários” presentes no espectro de fotoelétrons obtido para uma amostra sobre excitação pela fonte não monocromática são genericamente identificadas por picos satélites.

### Picos Auger

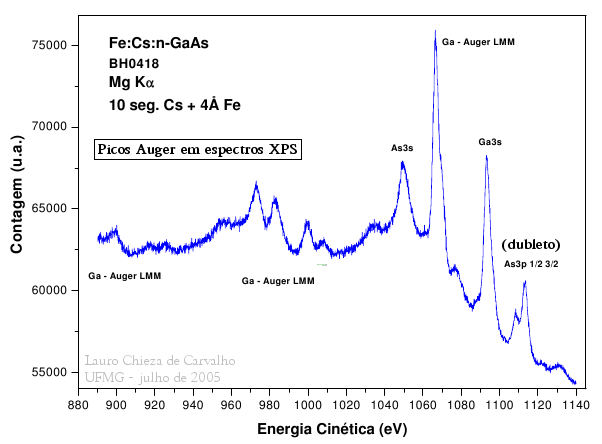
Picos Auger em espectros XPS. Destaca-se na figura o pico de elétrons LMM oriundos do gálio (Ga LMM). A nomenclatura utilizada informa a banda inicialmente com falta de elétron - previamente fotoejetado (ex:L), a camada de origem do elétron que decai para esta camada mais baixa em energia (ex: M), e a camada de origem do elétron Auger ejetado (ex: também a M).

Após um elétron ser fotoemitido a partir de um nível de caroço, deixando a amostra em um estado excitado, um elétron, provindo de um estado com energia de ligação menor, decairá para o nível de onde o elétron foi removido, e energia será liberada no processo de decaimento. A energia liberada no processo de decaimento pode implicar na emissão de um fóton que carregue consigo esta energia, em um processo conhecido como fotoluminescência, ou ainda na emissão de um segundo elétron, ficando o átomo, então, duplamente ionizado, com as vacâncias de elétrons localizadas em níveis com energias de ligação menores do que a do nível quecontinha a vacância original.
A energia cinética deste segundo elétron, detectável em espectros de fotoelétrons nas denominadas estruturas Auger, depende apenas da diferença em energia do estado excitado inicial e do estado final duplamente ionizado do átomo, não dependendo portanto da energia do fóton excitante proveniente na fonte. Uma mudança na energia dos fótons excitantes resultante de uma alteração no ânodo da fonte de raios X, por exemplo, de magnésio para alumínio - de MgKα (1253,6 eV) para AlKα (1486,4 eV)- faz, em acordo com a equação fundamental de fotoemissão, com que todos os picos de caroço e plásmons desloquem-se para energias cinéticas 232,8eV ( = 1486,4eV - 1253,6eV) acima dos valores obtidos com ânodo de magnésio. As estruturas Auger, entretanto, serão detectadas nas mesmas posições para espectros em escala de energia cinética. Caso os espectros sejam coletados diretamente em escala de energia de ligação, uma alternativa possível na maioria dos equipamentos, o inverso ocorre.
A alternância entre ânodos na fonte pode ajudar a resolver espectros onde as estruturas Auger se superponham a demais estruturas relevantes na análise.
Os picos Auger podem mostrar-se muito importantes no que se refere à obtenção de informação sobre a amostra. Há inclusive uma técnica de espectroscopia específica para os mesmos: a espectroscopia Auger.

#### Picos fantasmas
Elementos contaminantes na fonte de raios X podem levar à existência, no espectro de fótons por ela emitidos, de fótons associados a outro material que não os do ânodo selecionado. Por exemplo, a camada de magnésio que emite os raios X na fonte localiza-se geralmente sobre um bloco de cobre resfriado por água que, se eventualmente excitado, acaba por emitir fótons correspondentes à radiação de raios X característica do cobre. Os ânodos de magnésio e alumínio no caso de fontes que permitem a seleção destes localizam-se próximos um do outro uma vez que os fótons produzidos por ambos têm que utilizar a mesma janela de saída da fonte, o que “permite” que um deles acabe secundariamente excitado, mesmo mediante a seleção apenas do outro no painel de controle do equipamento.
Os fótons provenientes destes elementos secundários produzem estruturas conhecidas como picos fantasmas nos espectros de fotoelétrons.

#### Base de elétrons secundários
É devida essencialmente os elétrons que de alguma forma perderam energia através de colisões inelásticas antes de abandonarem o sólido. Conforme já discutido, formam um patamar sobre o qual se localizam as estruturas principais nos espectros de fotoelétrons. Durante a análise dos picos nos espectros, os elétrons de fundo são suprimidos das estruturas principais, sendo utilizado um dos três métodos, a saber: o método Shirley, o Toougard, e a base linear.
Não existe, entretanto, um método rigorosamente correto para tal, todos acrescentando alguma incerteza aos resultados da
análise.

### Determinação da composição química da superfície pela técnica de XPS
A utilização desta técnica tem a capacidade de determinar concentrações atômicas da superfície da amostra a partir do sinal da intensidade da área em um pico, considerando a seguinte equação:
I = J αpc λ  Kf Cx
Onde:
I = intensidade do sinal
J = fluxo de fotons produzidos pela fonte de raio x
αpc = seção de choque de produção dos fotonelétron
λ = livre caminho médio inelásticos
Kf = fatores instrumentais
Cx = composição química do pico
Alguns parâmetros como αpc λ e Kf podem ser mensurados como a sensibilidade do equipamento (S). Um fator de sensibilidade mais alto indica que a transição é mais fácil de observar, pois tem um sinal mais forte do que uma transição com um fator de sensibilidade baixo.
S = αpc λ  Kf
A intensidade do sinal passa a ser:
I = J S Cx
Assim é possível calcular a porcentagem da composição química de um pico, dividindo pela somatória de todos os outros picos, onde se obtém a seguinte equação
Cx = (Ix/Sx)/(Σ(Ii/Si))

## Considerações experimentais
Um equipamento XPS consiste basicamente de uma fonte de raios X, um sistema de lentes,  um filtro de energia e um sistema de detecção. Dentro do equipamento o ambiente deve ser tal que garanta que as emissões de fotoelétrons e elétrons Auger não sejam afetadas por nenhuma interferência eletrostática ou campos magnéticos externos, e que tais emissões sejam capazes de atravessar a região entre a amostra e o detector, a qual geralmente tem comprimento de 1 metro. Além disso, é preciso que a característica da amostra não seja modificada pelas emissões, ou seja, é necessário que a amostra seja estável.
Todos os campos elétricos e magnéticos ao redor do equipamento devem ser minimizados já que afetam a energia cinética dos fotoelétrons emitidos e, por consequência, a energia de ligação calculada. Até o próprio campo magnético natural da Terra, por exemplo, deve ser levado em consideração. Embora seja constante em dada posição, varia de local para local ao redor do globo. Por isso é que os técnicos do equipamento fazem pequenos ajustes com relação a isso quando da instalação do equipamento.
Quanto ao material utilizado na fabricação do equipamento, utiliza-se mu-metal, um composto de níquel (76%), ferro (17%), cobre (5%) e cromo (2%), capaz de agir efetivamente bloqueando ação de campos elétricos ou magnéticos. Outro material também utilizado como revestimento interno com objetivo de evitar interferências trata do aço inoxidável 316L (68% Fe, 17% Cr, 12% Ni, 3% Mo). Estes materiais também são escolhidos por fornecerem condições para o nível de vácuo necessário nas câmaras.
É comum que os resultados de XPS obtidos por um equipamento sejam comparados com outros dados de XPS de laboratórios ou grupos de pesquisa distintos. Neste caso é necessário realizar uma calibração comum para evitar diferenças não inerentes às amostras. Mais fundamental que isso, no entanto, é conhecer as condições experimentais básicas de cada equipamento, tais como sistema de vácuo, tipo de fonte de emissão dos raios X, se há monocromador ou não para os raios X, qual a geometria do analisador de energia, a resolução do instrumento, o tipo de detector, se foi realizada limpeza prévia da amostra com canhão de íons, se houve utilização de neutralizador de cargas, etc. Por isso é que cada um desses itens está detalhado a seguir.

### Espectrômetro
De modo geral, fótons (raio-X) são incididos sobre a amostra de modo que quando seus elétrons absorvem energia suficiente eles são ejetados, com determinada energia cinética atribuída a eles. Esses elétrons passam por um conjunto de lentes de coleta e desaceleração. As lentes de extração definem o ângulo aceitável de coleta de elétrons emitidos da amostra, dependendo da natureza do experimento. Em alguns sistemas, é possível controlar  a área da amostra da qual os elétrons serão coletados através das lentes de extração. A resolução no XPS é limitada pela energia dos elétrons detectados, sendo melhor resolução obtida de menores energias. As lentes de desaceleração atuam reduzindo ou retardando a energia dos elétrons que chegam no analisador a uma energia especificada pelo operador do equipamento (do inglês, pass energy), de modo a obter melhor resolução. No analisador chegam apenas elétrons com energia específica, passando por uma fenda. Elétrons com energia menor que a energia estabelecida colidem com o hemisfério interno e elétrons com maior energia colidem com o hemisfério interno.  O analisador converte a energia no detecto em sinal elétrico que é traduzida no formato de um espectro através de softwares especializados. Os dados de XPS são comparados com inventários e bibliotecas de dados determinados experimentalmente de materiais de referência padrão.

### Sistema de vácuo
Quando se fala de vácuo muitas vezes se tem a impressão errônea de que não há matéria no sistema, que o vácuo consiste em um espaço vazio, quando na prática condições de vácuo são apenas condições com o menor número possível de moléculas dispersas no ambiente. Em pressão ambiente, as colisões entre os elétrons e as moléculas presentes no ar tornam o caminho livre médio dos elétrons muito curto, dessa forma, é necessário um sistema de vácuo para que realize corridas de espectroscopia de fotoelétrons por raio-X. Utiliza-se um regime de ultra alto vácuo (UHV) durante a aquisição de dados. 
Para entender melhor a necessidade de um sistema de ultra alto vácuo, precisa-se considerar que em condições de temperatura e pressão ambientes (25ºC e 760 Torr) existem aproximadamente 2 x1019 moléculas se movimentando em direções aleatórias no ar, em velocidade acima de 100 m/s, dependendo da massa e da temperatura. Uma vez que há movimento, há também maior probabilidade de colisões com superfícies, da amostra ou das paredes do equipamento. Sabe-se, pela teoria cinética dos gases que quanto maior a colisão das moléculas, maior a pressão do sistema[1]. A pressão resultante das colisões é definida como:
{\displaystyle P=nk_{B}T}
Onde n corresponde ao número de moléculas por volume cúbico, T (em Kelvin) é a temperatura e k é a constante de Boltzmann (J/K). A taxa de colisões é expressa pela relação Hertz-Knudsen, abaixo:
{\displaystyle Z=P/{\sqrt {2\pi k_{B}T}}}
Aplicando a expressão da taxa de colisões para temperatura e pressão atmosférica chega-se 1 x 108 colisões por segundo. Para uma superfície de silicone ocorre a formação de monocamada de contaminante adsorvida na amostra em nanossegundos , isso cai para 1 segundo em condições de pressão de 10-6 Torr, correspondente a alto vácuo, e chega a um valor aceitável de 1000s em condições de ultra alto vácuo, 10-9 Torr. Ou seja, em ultra alto vácuo as probabilidades de colisões e, portanto, adsorção dos contaminantes da atmosfera dentro do equipamento na amostra são consideravelmente menores quando opera-se com sistema de vácuo, também demora mais para que ocorra a formação de monocamada. Isso se traduz em espectros confiáveis. O caminho livre é outro parâmetro considerado. A distância média entre duas partículas em movimento é dada pela expressão:
{\displaystyle d_{MFP}=k_{B}T/4{\sqrt {2}}\pi {r^{2}}}

O sistema de vácuo do XPS consiste basicamente de uma antecâmara (câmara primária), uma câmara de ultra-high vacuum (UHV), e bombas de deslocamento positivo, transferência de momento e de aprisionamento. Para se atingir condições de UHV é necessário um sistema de bombas altamente especializado. Busca-se minimizar o uso de vidro de borossilicato, resinas epoxy, adesivos e borrachas.

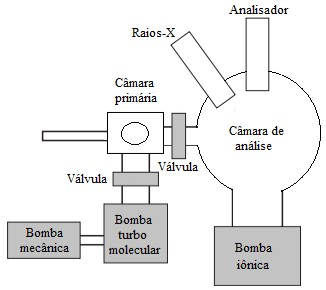
Figura 3.1: Representação esquemática do sistema vácuo do XPS [adaptado de Heide].

A figura 3.1 exibe a representação esquemática de um sistema de UHV composto por bomba primária, turbo-molecular e bomba iônica. Neste sistema, as bombas primária e turbo-molecular estão conectadas na antecâmara, e a bomba iônica está conectada a câmara de análise. 
As amostras são inseridas no XPS através de uma janela de acesso a antecâmara. A câmara primária é responsável pela transferência das amostras até a câmara principal sem que o nível do vácuo do sistema sofra mudanças significativas. A câmara principal tem por objetivo manter as condições de UHV durante a análise espectral das amostras . A maioria dos equipamentos de XPS possuem um sistema de vácuo operados por software. A amostra é introduzida na câmara primária para ser bombeada (reduzir a pressão da câmara), esse processo leva de 30 a 60 minutos. Quando a câmara primária onde a amostra está chega a um nível de vácuo aceitável a amostra é transferida para a câmara de análise. O raio-X é gerado e focado na amostra, os fotoelétrons gerados escapam da amostra e são bombeados para a câmara do analisador onde ocorre a detecção por bombas de aprisionamento.
Normalmente, as câmaras de vácuo são construídas em aço inoxidável e mu-metal. As câmaras possuem forma cilíndrica ou esférica, e a vedação do sistema é realizada utilizando flanges e anéis de vedação. Utiliza-se mu-metal e aço inoxidável porque estes materiais apresentam as seguintes características: 
- Baixa taxa de corrosão;
- Elevada resistência mecânica;
- Fácil processo de fabricação.

Quanto maior o nível de vácuo (menor pressão), menores serão tanto o fluxo de moléculas colidindo com a superfície da amostra quanto o número de colisões que um fotoelétron pode sofrer no caminho entre a superfície e o detector. 
A tabela 3.1 mostra a relação entre o vácuo e a pressão. Observa-se que sistemas de ultra alto vácuo atuam com pressão entre aproximadamente 1x10-9 a 1x10-12 Torr .
| Vácuo | Pressão (Pa)     | Pressão (Torr)   |
| Baixo | 1x105 a 3,3x103  | 760 a 25         |
| Alto  | 1x10-1 a 1x10-4  | 1x10-3 a 1x10-6  |
| Ultra | 1x10-7 a 1x10-10 | 1x10-9 a 1x10-12 |

Fonte: Adaptado de Heide 
O sistema de vácuo tem por objetivo eliminar gases adsorvidos e contaminantes presentes nas câmaras do equipamento. Os elétrons emitidos da superfície da amostra, ao serem detectados no XPS reagem quimicamente com os contaminantes presentes na câmara do sistema de vácuo, formando compostos indesejáveis. 
Para atingir nível de ultra alto vácuo no XPS, são utilizados diferentes tipos de bombas. As bombas usualmente utilizadas são subdivididas em três grupos: bombas de deslocamento positivo, bombas de transferência de momento e bombas de aprisionamento. 
- Bombas de deslocamento positivo: as bombas de deslocamento positivo ou bombas mecânicas proporcionam pressão de trabalho em torno de 10−3 Torr. Estas bombas atuam juntamente com as bombas de transferência de momento, e realizam um pré-vácuo no sistema. Dentre os tipos de bombas mecânicas utilizadas, a mais comum é a bomba de palheta rotativa. [25]
- Bombas de transferência de momento: as bombas de transferência de momento produzem vácuo na ordem de aproximadamente 10− 10 Torr. As bombas de transferência de momento comumente utilizadas são as bombas turbo-moleculares. As bombas turbo-moleculares atuam juntamente com uma bomba de deslocamento positivo. Ou seja, a bomba turbo-molecular, por transferência de momento, ejeta as moléculas presentes nas câmaras até a bomba primária [25].
- Bombas de aprisionamento: as bombas de aprisionamento são unidades autónomas, ou seja, não precisam trabalhar juntamente com outros tipos de bombas. A bomba de aprisionamento produz pressões de cerca de 10−10 Torr. As bombas de aprisionamento condensam moléculas em fase gasosa no estado sólido. Dentre os equipamentos utilizados, destaca-se as bombas de sublimação de titânio. A bomba de sublimação de titânio é composta por filamentos de titânio, sendo que o titânio é adsorvido nas paredes da câmara de análise, diminuindo a pressão da câmara, e em seguida reage quimicamente com os gases atuantes no sistema, como hidrogênio, oxigênio e carbono aprisionando-os na parede da câmara. O processo de sublimação ocorre em torno de 1300 ºC[25].

### Produção de raios X
No XPS, os raios X são produzidos pelo bombardeamento de um ânodo por elétrons de alta energia que são emitidos de um cátodo.
O cátodo consiste em uma fonte de elétrons, sendo as fontes termiônicas as mais utilizada no XPS. Estas possuem um filamento de tungstênio ou cristal de hexaboreto de lantânio (LaB6). Á medida que uma corrente é aplicada ao filamento, ele é progressivamente aquecido até que os elétrons tenham energia suficiente para superar a função trabalho do material ({\displaystyle \phi }), ultrapassando o nível do vácuo, para então poderem ser ejetados da superfície sólida.
Já o ânodo funciona como um alvo metálico, em que se tem a emissão de raios X e a dissipação de energia, portanto deve ser de um material de boa condutividade térmica e alto ponto de fusão. Os ânodos mais utilizados são de Al e Mg, que possuem energia de fóton de, respectivamente, 1486,6 eV e 1253,6 eV. Alguns equipamentos são equipados com dois ânodos, geralmente Al e Mg, permitindo a seleção do ânodo mais adequado para a análise específica . Além destes, estão disponíveis no mercado ânodos de diferentes materiais que produzem diferentes energias de fótons, assim como largura natural de linha, como mostra a Tabela 3.2.
| Material do ânodo | Energia de fótons (eV) | Largura natural da linha (eV) |
| Mg                | 1253,6                 | 0,7                           |
| Al                | 1486,6                 | 0,9                           |
| Ag                | 2984,4                 | 2,6                           |
| Cr                | 5417,0                 | 2,1                           |
| Ga                | 9251,7                 | 2,6                           |

Fonte: Adaptado de Stevie e Donley
A determinação do material do ânodo é muito importante, assim é preciso se atentar as características de cada material. A primeira característica importante é em relação a energia, pois a energia do fóton deve ser suficiente para ejetar o elétron do átomo da amostra a ser analisada. A segunda é em relação a largura natural da linha, pois para fontes não monocromáticas, a largura natural limitará a resolução da medição, ou seja, é importante possuir uma largura natural que não amplie excessivamente o espectro resultante. Por último, é preciso se atentar com a profundidade de análise, visto que fontes com maiores energias podem obter informações de profundidades maiores, pois resultarão em maior energia cinética dos fotoelétrons e menor livre caminho médio de colisão inelástica Dessa forma, a energia dos raios X emitidos dependem do material do ânodo, justificando a importância da escolha do material, enquanto a intensidade do feixe depende da corrente de elétrons que atinge o ânodo e sua energia.

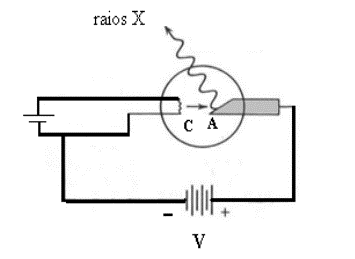
Figura 3.2: Esquema representativo da produção de raios X em que elétrons são emitidos termicamente do cátodo aquecido C e acelerados em direção ao ânodo (alvo) A pela diferença de potencial V. Raios X são emitidos do alvo quando elétrons são freados ao atingi-lo [Adaptado de EISBERG e RESNICK

Sendo assim, como citado, a produção de raios X está relacionada com o bombardeamento de elétrons no ânodo, no entanto, para que os elétrons gerados pelo efeito termiônico no cátodo sejam acelerados contra o ânodo é necessário que haja grande diferença de potencial entre o cátodo e o ânodo, pois é essa diferença de potencial que irá acelerar os elétrons contra o ânodo. Assim, quando ocorre a colisão, tem-se a emissão de raios X. Por esse motivo, o ânodo é colocado próximo ao cátodo, de modo que os elétrons fluam todos em uma direção para produzir um feixe de elétrons. A fonte de raios X é projetada para fornecer alto fluxo de raios X, uma vez que o número de fotoelétrons emitidos é proporcional à intensidade da fonte de raios X.
No entanto, quando ocorre a colisão dos elétrons no ânodo, além da emissão de linhas de raios X características do material do alvo (ânodo), também tem-se elétrons secundários, elétrons Auger, radiação Bremsstrahlung (radiação de freamento de espectro contínuo). Por esse motivo, independentemente do tipo de fonte utilizada, uma fina janela de alumínio é colocada após a fonte de raios X para remover a radiação Bremsstrahlung. Assim, emissões com diferentes energias de fótons sobre a amostra podem gerar picos satélites no espectro de análise. Além disso, quando utiliza-se um ânodo de Al, por exemplo, não se tem somente emissões Al-Kα, pode se ter emissões Al-Kα3,4 , Al-Kβ, que podem gerar picos fantasmas no espectro. Portanto, a radiação gerada na fonte de raios X do XPS não é monocromática, pois pode apresentar radiações de diferentes comprimentos de onda como Kα e Kβ, além de não se ter somente a radiação característica do material empregado no ânodo, apresentar também a radiação Bremsstrahlung, como citado. É importante destacar também que nem toda energia perdida durante as colisões transforma-se em radiação.
A energia perdida pelo feixe de elétrons transforma-se majoritariamente em energia térmica, apenas uma pequena parcela é transformada em radiação. Então, como a geração de raios X requer a dissipação de uma grande quantidade de energia pelo ânodo, este precisa ser resfriado para manter o bom funcionamento e a eficiência na geração dos raios X. O resfriamento também é muito importante para prolongar a vida útil do ânodo e, devido as altas tensões aplicadas, deve ser realizado com água deionizada para evitar problemas de descarga elétrica entre o ânodo e o restante da fonte.
A fonte de raios X é projetada para fornecer alta fluência de raios X, uma vez que o número de elétrons emitidos é proporcional à intensidade da fonte de raios X; porém, algumas amostras podem ser danificadas pela alta intensidade de raios X. Indicadores de tal situação podem ser: alterações visíveis na cor da amostra e alterações no espectro, como por exemplo, alargamento do pico ao longo do tempo. Exemplo de materiais mais suscetíveis a danos por raios X: óxidos - por vezes são reduzidos; polímeros - alterações na forma e alargamento do pico C1s.

### Monocromador de raios X
Nas fontes com monocromador, diferente das fontes padrões, o raio X emitido do ânodo incide primeiro sobre um cristal côncavo antes de incidir sobre a amostra. A finalidade desse cristal é que apenas o raio X com uma energia específica (comprimento de onda) seja refletido e incida sobre a amostra. O comprimento de onda do raio X que se deseja depende do espaçamento interplanar da rede cristalina (d) e do ângulo de incidência do raio X sobre o cristal (Θ). Desta forma, o raio X com comprimento de onda desejado será refletido por interferência construtiva e os demais comprimentos de onda serão filtrados por interferência destrutiva. 

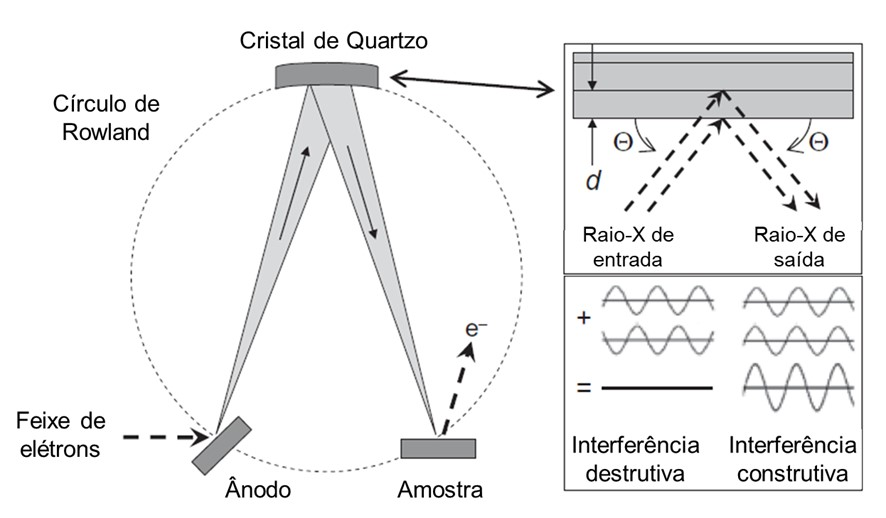
Figura 3.3: Esquema do funcionamento de uma fonte de raio-x monocromatizado. Cristais de quartzo são geralmente utilizados para ânodos de alumínio (comuns para XPS). O raio de curvatura do cristal depende da distância da fonte (e da amostra) do cristal e delimita o chamado “Círculo de Rowland” [Adaptado de Heide].

A figura 3.3 ilustra esquematicamente o funcionamento de uma fonte de raio X monocromático.
Segundo o critério de difração de Bragg, fótons podem ser refletido por interferência construtiva apenas se:
{\displaystyle n\lambda =2d\sin \Theta }
Nesta equação, n é a ordem de difração, λ é o comprimento de onda do fóton, d é o espaçamento interplanar da rede cristalina do material do cristal e Θ é o ângulo de incidência do fóton sobre o cristal. 
Esse efeito do cristal somado com a leve concavidade introduzida na geometria do mesmo gera um feixe de raio X concentrado sobre a amostra com uma distribuição de energia menor que o oferecido por fontes padrão de raio X, com diâmetro de foco na faixa de 10 μm até milésimos de micrômetro. 
Vantagens do uso de monocromadores: 
- Diminuição da distribuição de energia. Quando a distribuição é muito larga, picos com energia muito próxima acabam se sobrepondo e formando apenas um pico mais largo com metade da intensidade;
- Redução da largura da linha dos raios X produzidos pelo anodo. Uma menor largura dos picos dos raios X incidentes na amostra resultará em picos mais finos, logo, mais informações sobre o estado químico da amostra;
- Eliminação de picos adicionais (Kα3,4, Kβ e radiação Bremsstrahlung). Esses picos aparecem com menor frequência que os picos principais e aparecem em regiões de energia de ligação um pouco mais baixa, formando os chamados picos fantasmas;
- Analisar pequenas áreas da amostra com alta sensibilidade, devido a possibilidade de focar o feixe em um pequeno ponto na amostra. Além disso, com isso, é possível colocar um número maior de amostras no porta amostra sem o risco que elas sejam danificadas enquanto aguardam análise;
- Menor degradação da amostra devido ao menor número de níveis de radiação que estão atingindo a amostra;
- Maior fluxo de fótons por área (devido a natureza mais focada da fonte com monocromador) permite que a fonte seja posicionada mais afastado da amostra, não restringindo o acesso a outras fontes (de elétrons e de íons) e diminuindo a exposição térmica causada pela proximidade.

Desvantagens do uso de monocromadores: 
- Aumento do custo do processo;
- Limitação em relação ao material do ânodo utilizado (uma geometria específica da microestrutura é necessária para atender o critério de Bragg), o que também dificulta a sua substituição;
- Maior chance de carregamento da superfície de materiais isolantes devido ao aumento de fluxo de fótons por área da amostra;
- Baixa intensidade dos raios X que atingem a amostra, podendo ser compensado pelo uso de lentes coletoras, sistema de analisador e detectores eficientes;
- Aumento da razão sinal-ruído, sendo necessário um maior número de varreduras em determinada região do espectro.

### Analisador de elétrons
O sistema geral de análise dos elétrons é formado por três componentes: o sistema de lentes, o analisador de energia e o detector.
Em uma análise de XPS as informações obtidas são derivadas da energia cinética dos fotoelétrons. Para obter informações precisas é necessário ser capaz de separar os fotoelétrons emitidos pela amostra de acordo com a sua energia mantendo uma alta transmissão de elétrons. Quanto maior a resolução energética, melhor se torna a separação de picos e, quanto maior a transmissão, maior a sensitividade da análise, o que torna os picos mais pronunciados. 
A análise de partículas carregadas na física experimental pode ser feita de várias maneiras diferentes, mas para os propósitos da análise de XPS o método de dispersão em um campo defletor é o mais importante. Nesse método as partículas incidentes são dispersadas por um campo defletor, geralmente eletrostático, de acordo com a sua energia e são filtradas por uma fenda resultando na passagem de elétrons pertencentes uma banda estreita de energia. 

#### Analisador de energia
Em geral equipamentos de XPS usam um de dois tipos de analisadores de energia: o analisador de espelho cilíndrico (AEC) e o Analisador Hemisférico Concêntrico (AHC).
Em um AEC a separação dos fotoelétrons é feita utilizando dois cilindros metálicos concêntricos sendo que o cilindro interno é aterrado e o cilindro externo é alimentado com um potencial negativo. O cilindro interno possui aberturas que servem como obturadores e permitem a passagem de elétrons para o meio entre os dois cilindros onde estão sujeitos a um campo elétrico que aponta do cilindro interno para o cilindro externo. Esse campo elétrico promove a aceleração dos elétrons de volta para o cilindro interno forçando-os a traçar uma trajetória curvilínea que os leva até a segunda abertura do cilindro interno, sendo focalizados no detector de elétrons localizado do outro lado do eixo do analisador. A modulação do potencial elétrico aplicado permite selecionar qual energia um fotoelétron deve possuir para atravessar a trajetória completa resultando em um espectro de intensidade versus energia cinética do elétron. A energia cinética dos elétrons que atravessam o analisador é dada pela equação:
{\displaystyle PE=\left[{\frac {\Delta V}{ln(R_{e}/R_{i})K}}\right]}
Onde:
               PE representa a energia de passagem (pass-energy) do analisador;
               ΔV representa a diferença de potencial elétrico aplicado entre os dois cilindros;
               Re representa o raio do cilindro externo, que é fixado pela distância linear entre a amostra e o detector;
               Ri representa o raio do cilindro interno;
               K representa uma constante geométrica;
A pass-energy (PE), é o valor de energia cinética com o qual um elétron passa pelo analisador e atinge o detector. Esse tipo de analisador é normalmente utilizado quando a resolução do sinal não é crítica, mas sim a intensidade e a coleta de elétrons de uma área diminuta, tornando-o popular para a Espectroscopia de Elétrons Auger quando a informação dos estados químicos não é necessária. Tipicamente um AEC comercial pode atingir uma resolução de 0,4 a 0,6% da energia para a qual ele foi ajustado, sendo inadequado para prover a informação sobre estados químicos disponível em uma análise de XPS. Além disso, a calibração da energia do analisador depende da posição da superfície da amostra no eixo do analisador e somente é possível analisar uma área pequena da amostra (tipicamente <1 mm em diâmetro). Um AEC de dois estágios foi desenvolvido na tentativa de superar essas desvantagens, mas eventualmente foram substituídos pelo AHC.  
Já o analisador hemisférico concêntrico (AHC), também conhecido como Analisador de Setor Hemisférico (ASH) ou Analisador de Setor Esférico (ASE) é construído a partir de um par de eletrodos hemisféricos concêntricos (duas semiesferas, uma externa com raio R2 e uma interna com raio R1) com um espaçamento entre si que permite a passagem de elétrons. Esse analisador costuma apresentar uma lente ou série de lentes eletrostáticas entre a amostra e o analisador. Dado que a energia cinética dos fotoelétrons emitidos pela amostra costuma ser grande demais para produzir uma resolução suficientemente alta, um potencial retardador é aplicado antes da entrada do analisador para diminuir a energia dos elétrons que entram na cavidade hemisférica. Esse retardamento é atingido ou pelas lentes eletrostáticas, ou pelo uso de grades paralelas entre a lente e o analisador. Para efetuar a seleção da energia dos elétrons um potencial elétrico é aplicado entre os dois hemisférios de forma similar ao AEC, com o hemisfério exterior (R2) sendo mais negativo que o interior (R1). Com isso o campo elétrico aplicado provoca a curvatura da trajetória dos fotoelétrons e o raio dessa curvatura depende da energia com a qual os elétrons entraram no analisador e da magnitude do potencial elétrico aplicado de modo que um elétron adentrando o analisador tangencialmente só atingirá o detector se sua energia cinética for dada por:
{\displaystyle PE=e\Delta V\left({\frac {R_{1}R_{2}}{R_{2}^{2}-R_{1}^{2}}}\right)}
Onde:
              PE representa a energia de passagem (pass-energy) do analisador;
              e é a carga do elétron;
              ΔV é a diferença de potencial entre os hemisférios;
              R1 é o raio do hemisfério interno;
              R2 é o raio do hemisfério externo;

Sendo o raio dos hemisférios constante é possível simplificar essa equação como:
{\displaystyle PE=ke\Delta V}
Sendo k conhecido como a constante do espectrômetro que depende do desenho do analisador. Ao se colocar detectores de elétrons no final da trajetória é possível contar quantos elétrons passam pelo analisador com uma energia próxima à PE o suficiente para não serem defletidos para fora da zona de detecção. Se um elétron adentrar o analisador com uma energia superior a essa a sua trajetória terá um raio maior do que o raio médio entre os dois hemisférios e se a energia for inferior a esse valor a trajetória terá um raio menor, fazendo com que não atinja o detector. Logo, somente os elétrons que possuírem energias contidas em uma faixa estreita (pass energy) conseguirão trafegar por todo o caminho do analisador até alcançarem o detector. A adição de mais detectores na mesma faixa de posição permite aumentar a sensitividade do instrumento desde que as contagens sejam adicionadas à faixa de energia apropriada. 
O AHC tem uma maior resolução do que o AEC, sendo comuns valores melhores do que 0,01 eV, tal que frequentemente essa resolução é muito menor do que a banda de energia da fonte de raios X, dessa forma a fonte é o que primariamente determina a resolução do equipamento. Em comparação com o AEC, o AHC apresenta uma menor dependência entre a energia cinética e a distância entre o analisador e a amostra, além de poder analisar áreas maiores, embora esses benefícios venham com ônus de uma menor sensitividade uma vez que só é capaz de coletar fotoelétrons da amostra que tenham sido emitidos com um ângulo menor em relação à entrada do analisador. Isso pode ser compensado, de certa forma, ao se aplicar uma lente eletrostática entre o analisador e a amostra, algo que não é possível em um AEC e a utilização de detectores multicanal.
A obtenção de um espectro de XPS pode ser feita operando os analisadores em uma de duas formas. A primeira é chamada de Taxa de Retardo Constante (TRC), na qual a PE é variada pela variação do potencial entre os hemisférios, garantindo que todos os elétrons que atravessam o analisador com sucesso tenham perdido a mesma quantidade de energia cinética em razão da sua energia inicial e a segunda é chamada de Energia de Analisador Constante (EAC), na qual o valor de PE é mantido constante e fotoelétrons de diferentes energias são retardados em quantidades diferentes para adentrar o analisador com a mesma energia.
No modo de TRC a resolução energética diminui com o aumento da PE e, portanto, da energia cinética. Isso porque a faixa de energia dos elétrons detectados equivale a mais ou menos uma porcentagem da PE e, portanto, quanto maior a PE, maior o erro absoluto. AECs de alta qualidade são capazes de atingir resoluções próximas de 0,1%, que são consideradas mais do que aceitáveis para coleta de espectros Auger ou quando apenas a informação dos elementos presentes é necessária.
No modo de EAC a resolução é independente da energia cinética dado que a PE é mantida constante. O escalonamento entre resolução e PE ainda se aplica, no entanto, de forma que quanto menor a PE, maior a resolução obtida, embora isso venha ao custo de uma menor sensitividade dado que menos elétrons chegam até os detectores. Utilizando uma PE de cerca de 5 eV aparelhos modernos são capazes de atingir uma resolução em torno de 0,4 eV. Para obter o mesmo valor de resolução para elétrons de 1000 eV no modo de TRC seria necessário um AEC de mais de um metro de raio. Nos equipamentos capazes de operar no modo EAC o retardo é feito, no caso de AHCs, pelas lentes eletrostáticas ou por grades paralelas interpostas na entrada do analisador, enquanto que em AECs esse modo de operação só é possível em modelos de dois estágios nos quais o primeiro estágio é responsável pelo retardo dos elétrons e o segundo estágio pela análise.  

#### Resolução do instrumento
Tipicamente a resolução do XPS é definida em termos da seguinte equação:
{\displaystyle \Delta E=[(\Delta E_{p})^{2}+(\Delta E_{n})^{2}+(\Delta E_{a})^{2}]^{1/2}}
Sendo:
              ΔE a resolução energética do equipamento assumindo que o erro de todos os componentes assume uma distribuição gaussiana;
              ΔEp a largura à meia altura (FWHM) da fonte de raios X;
              ΔEn a largura da linha de emissão de fotoelétrons;
              ΔEa a resolução energética do analisador.
Os valores de ΔEp são dependentes da fonte de fótons utilizada. Instrumentos comerciais costumam utilizar fontes de Al-Kα monocromadas que podem atingir resoluções de 0,2 a 0,3 eV. O não uso de monocromadores pode aumentar significativamente esses valores. Valores de resolução melhores podem ser atingidos ao se utilizar radiação síncrotron.
ΔEn é uma incerteza proveniente da amostra e se deve ao tempo de vida dos buracos deixados pela emissão de fotoelétrons, definido pelo princípio da incerteza, e por efeitos de estado final, como os introduzidos por fônons. Essa incerteza pode assumir desde valores menores do que 0,1 eV até valores maiores que 1,0 eV e o produto de todos os efeitos geradores de incerteza sobre a amostra é uma curva Gaussiana-Lorentziana.
Já ΔEa depende estritamente do tipo de analisador e das condições sob as quais são operados. Um AHC de alta qualidade operado sob regime de EAC utilizando uma PE baixa pode atingir valores da ordem de 0,001 eV, enquanto que um AEC de um estágio atinge valores de cerca de 0,1% da energia cinética dos fotoelétrons.
Na prática os valores de ΔE são determinados pela medida da FWHM de algum pico pertencente a elétrons internos que apresente um valor mínimo de ΔEn, como o pico Ag-3d que é comumente utilizado para derivar as especificações de equipamentos de XPS comerciais. Em condições ideais de operação, utilizando fontes monocromáticas de Al-Kα operadas sob regime EAC com uma pass-energy de 5 a 10 eV é possível atingir valores entre 0,3 e 0,5 eV.

#### Detectores
Para realizar a leitura do espectro de emissão de fotoelétrons é necessário fazer a contagem de elétrons individuais. De fato, os espectros de XPS são mostrados como contagens de elétrons em função da energia. O sinal é adquirido em unidades de corrente (A), que representam a quantidade de elétrons que passam por um certo ponto por unidade de tempo. Um elétron possui um valor de carga de -1,602 x 10-19 C e, portanto, a passagem de um único elétron por segundo gera uma corrente de 1,602 x 10-19 A. Eletrônicos comerciais capazes de operar em modo de pulso têm uma sensibilidade em torno de 10-15 A, várias ordens de magnitude menor do que o necessário para obter uma resolução adequada. Para resolver esse problema é preciso utilizar um sistema de amplificação que apresente um ganho de, pelo menos, 104 vezes o sinal amplificado. Um dispositivo que satisfaz essa condição é o multiplicador de elétrons que, fortuitamente, pode ser operado em ultra alto vácuo, condição presente no interior de um equipamento de XPS.
Existem três tipos diferentes de multiplicadores de elétrons aplicáveis para análises de XPS, esses são os dínodos discretos, o channeltron e o multiplicador de placa de microcanais.
Os dínodos discretos são formados por um eletrodo metálico de conversão seguido de eletrodos isolados de aceleração que são chamados de dínodos. Quando um elétron atinge o eletrodo de conversão com energia cinética o suficiente ele produz elétrons secundários que são acelerados para o dínodo de aceleração mais próximo, produzindo ainda mais elétrons secundários com o impacto que são acelerados em direção ao segundo dínodo de aceleração e assim por diante. Os elétrons multiplicados precisam então ser coletados como um pulso de corrente e alimentados a um amplificador de pulso para produzir uma onda quadrada que pode ser contada por um medidor. Esse tipo de multiplicador é capaz de um ganho de até 109, mais do que suficiente para satisfazer a condição de sensitividade imposta pelos eletrônicos de detecção, porém possuem a desvantagem de saturar quando a contagem de elétrons adentrando o multiplicador excede 106 elétrons, resultando na perda da linearidade do sinal.
O channeltron, ou dínodo contínuo, é um dínodo feito de um único cone metálico espiralado, tipo uma corneta, coberto em uma substância capaz de emitir elétrons, como por exemplo PbO. O impacto de um elétron na entrada do dínodo produz um efeito cascata de forma similar a um dínodo discreto, mas nesse caso os elétrons são acelerados dentro do cone por uma diferença de potencial entre as duas pontas, geralmente entre 2 kV e 4 kV. O ganho, definido como a razão entre a corrente elétrica de saída e de entrada (Isaída/Ientrada), depende da ddp aplicada entre seus terminais. Se a voltagem for muito baixa, nenhum pulso é detectado. Caso contrário, voltagem acima de determinado valor, a contagem dos pulsos passa a ocorrer. À medida que se aumenta a voltagem, um patamar é alcançado. O ponto de operação deve ser escolhido para valores de ddp um pouco acima do valor onde se inicia o patamar. Um channeltron pode atingir um ganho de 108 elétrons na saída, o que é uma ordem de magnitude menor do que o de um dínodo discreto, mas a principal vantagem é que esses multiplicadores podem ser arranjados em fileiras para coletar elétrons simultaneamente através de uma faixa de energia, permitindo aumentar a sensitividade do equipamento.
Multiplicadores de placas de microcanais podem ser vistos como uma extensão do conceito do dínodo contínuo, consistindo de uma superfície bidimensional formada por capilares de vidro paralelos cujos diâmetros internos variam de 10 a 25 µm com eixos inclinados aproximadamente 7° em relação à trajetória dos elétrons incidentes. De forma similar aos channeltrons esses capilares são cobertos com um material emissor de elétrons permitindo que a colisão de elétrons incidentes provoque um efeito cascata no interior do multiplicador. O ganho desse tipo de multiplicador é de até 104, sendo possível utilizar duas placas em sequência rotacionadas 180° em relação uma à outra para aumentar o ganho até 106. Esses multiplicadores começam a atingir a saturação quando a taxa de elétrons incidentes excede ~3 x 105 elétrons por segundo.
Os pulsos de corrente podem ser coletados através de um coletor anódico, uma placa de fósforo ou um delay line detector (DLD).
O coletor anódico consiste de um eletrodo metálico conectado a eletrônicos de contagem de pulsos altamente sensíveis.
Placas de fósforos são utilizadas para gerar fótons através do impacto de elétrons que podem ser detectados utilizando uma configuração apropriada de câmeras e lentes óticas permitindo a coleção de imagens diretas do sinal de interesse. Dado que mais de um fóton é produzido por elétron que impacta a placa uma maior amplificação é atingida com um ganho que se aproxima de 108.
O DLD detecta a saída de elétrons em um fio de forma similar ao detector anódico, mas com a diferença de que com ele é possível diferenciar a posição na qual os elétrons são detectados permitindo registrar a posição na qual o elétron incidente atingiu a placa de microcanais, para isso basta medir a diferença de tempo necessária para o sinal atingir cada uma das pontas do fio. É possível utilizar duas fileiras perpendiculares de fios, permitindo não somente realizar a contagem de pulsos, mas também obter uma imagem direta.
O fator de amplificação para multiplicadores de elétrons cresce com o aumento da energia cinética dos elétrons incidentes, variando também com o tipo de multiplicador, a sua idade e as condições de operação. Sendo assim, a operação em regime de Energia de Analisador Constante garante que todos os elétrons detectados terão a mesma amplificação. É possível aplicar aceleração posterior aos elétrons incidentes para aumentar a sensitividade dos multiplicadores.

### Canhão de íons
A técnica de espectroscopia de fotoelétrons excitados por raios X realiza a análise numa profundidade bem pequena  de cerca de 10 nm . A superficialidade da análise deve ser levada em consideração tanto na forma de acondicionamento da amostra, como na análise em si. Contaminantes ou outras alterações indesejadas da superfície podem alterar significativamente os resultados, já que a superfície nem sempre irá apresentar a mesma composição química que camadas mais profundas da amostra devido a essas interações.
É usual a utilização de uma canhão de íons (ion gun) para remover os átomos mais superficiais da amostra, removendo as impurezas e expondo os átomos em maior profundidade, por meio de um processo de pulverização catódica (sputtering) controlada. Sputtering é um fenômeno de transferência de momento entre um projétil energético que incide sobre um alvo. Neste caso, o projétil energético é um gás (argônio) e o alvo é a superfície da amostra. 
O canhão de íons usado nessa técnica pode emitir íons de dois tipos: átomos individuais ionizados, ou clusters (grupos) de átomos fracamente ligados que atuam como um grande íon. De modo geral, átomos individuais ionizados são mais agressivos à superfície do que os clusters, pois atingem a superfície com maior energia . Argônio é usado nos dois tipos de canhões de íons, e carbono é usado em clusters (C60+) . Os tipos de íons emitidos pelo canhão de cada espectrômetro devem ser conferidos.
Deve ser tomado cuidado para que o processo não altere as características da região a ser analisada. O processo de sputtering pode alterar a composição química ao remover preferencialmente algum elemento, ou ainda pode alterar o estado de oxidação dos elementos presentes (por exemplo, converter TiO2 em TiO, alterando o estado de oxidação do titânio de +4 para +2) . Se tais alterações na amostra forem consideráveis, o resultado da análise não irá refletir as características reais da amostra.

#### Limpezain situda superfície da amostra
A limpeza in situ por sputtering envolve focar o canhão de íons na região a ser analisada com o objetivo de remover contaminantes (moléculas adsorvidas, ou produtos de reações indesejadas entre a superfície e o meio) . Deste modo a permitir a análise da região de interesse e não os contaminantes superficiais. O rendimento do sputtering deve ser levado em consideração para não remover átomos em excesso e nem danificar a amostra. 

#### Perfil de profundidade
Um perfil de profundidade (do inglês depth profiling) fornece informações sobre a composição química em função da profundidade da amostra. Para conseguir isto, uma primeira análise é feita, que inclui, por exemplo os 10 nm mais superficiais. Então o canhão de íons é utilizado para remover a camada superficial de átomos e expor a camada mais abaixo, onde é realizado nova análise. Este procedimento pode ser repetido, em ciclos, até que uma profundidade de interesse seja alcançada .
Se a taxa de remoção de material for conhecida, o tempo de sputtering pode ser relacionado com a profundidade da análise, assim os dados podem ser representados como um gráfico de concentração percentual versus profundidade. Nos casos em que a taxa é desconhecida, um gráfico de concentração versus tempo de sputtering pode ser construído .
Materiais mais sensíveis ao canhão de íons (polímeros, por exemplo) podem ser analisados usando-se clusters, que são menos agressivos. Materiais menos sensíveis (materiais inorgânicos) podem ser analisados com átomos ionizados .

##### Observações sobre o uso do canhão de íons
Não existe uma configuração ideal que funcione bem para todos os materiais . É necessário que o operador do equipamento ajuste as configurações do canhão de íons para cada caso, levando em conta as características da amostra, do equipamento e a informação que se deseja obter. 

### Manuseio e armazenamento de amostras
Como a analise de XPS é uma técnica que analisa a superfície, é importante dar atenção à forma como manuseamos, armazenamos e transportamos a amostra. Até mesmo as luvas que utilizamos cotidianamente no laboratório podem contaminar a superfície . A depender do material, a exposição ao ar também pode causar mudanças na composição química da superfície, devido reação com os gases da atmosfera em especial o oxigênio . 

#### Manuseio
A fim de manter o máximo possível a integridade da superfície a ser analisada, devemos adotar boas práticas de manuseio das amostras: 
- Luvas de nitrila ou polietileno sem pó devem estar sempre limpas para manuseio de amostras, é recomendado que um par de luvas seja utilizado apenas para manuseio das amostras, evitando uso em outra atividade. Pinças e e qualquer material que tenha contato com a amostra devem estar limpos e serem higienizados regularmente por sonicação em álcool isopropílico.
- Deve-se evitar o uso de utensílio plásticos para manuseio e armazenamento das amostras, preferindo utensílio de vidro limpos. Uma ótima alternativa para armazenar e transportar as amostras é envolver as amostras em papel alumínio limpo.
- As amostras sensíveis ao oxigênio ou ao vapor de água devem ser montadas e carregadas no recipiente de transferência a vácuo no porta-luvas do espectrômetro.
- Se as amostras foram imersas. por exemplo em eletrólitos ou soluções salinas, lave-as em água destilada e seque ao ar. As amostras podem ser aquecidas já dentro da câmara de vácuo para remover a umidade residual que possa estar presente na superfície, caso a amostra permita aquecimento.
- A limpeza de amostras in situ por através do canhão de íons remove de finas camadas de óxido, mas pode causar danos químicos à superfície e reduz o tempo de análise disponível[58].

Apesar de todo o cuidado ao manusear a amostra, sempre aparecerá um pico de carbono 1s no espectro, referente ao que chamamos carbono adventício. O carbono adventício é uma camada muito fina de material carbonáceo é encontrada na superfície da maioria das amostras expostas ao ar, mesmo que por períodos muito curtos de exposição, e é geralmente composto por uma variedade de hidrocarbonetos.  A origem desse carbono tem sido debatida ao longo dos anos, sem que um conclusão definitiva tenha sido alcançada. O carbono adventício é tão presente nas análises de XPS que pode ser até mesmo utilizado como referência para a análise do espectro. 

#### Armazenamento
É importante o correto armazenamento das amostras, uma vez que, como citado anteriormente, o carbono adventício C1s geralmente aparece na superfície da maioria das amostras expostas ao ar. Logo, é possível usar tal pico como referência do grau de contaminação por hidrocarbonetos que a superfície da amostra sofreu. A limpeza da superfície pode ser avaliada comparando as intensidades absolutas dos picos de C1s. Quanto maior a área do pico C1s observado, mais carbono está presente na superfície da amostra.
Para amostras que não podem ser armazenadas imediatamente após a limpeza, é necessário ficar atento ao correto armazenamento.
Uma das formas de armazenamento é utilizar papel alumínio com ou sem embalagem externa adicional de saco de polietileno (PE) ou placas de Petri. O papel alumínio apresenta propriedades de barreira a vapor de água, oxigênio, compostos voláteis, óleos, etc., que, quando combinado com sua flexibilidade e conformabilidade, o tornam interessante para armazenaento de amostras. O saco de PE pode ser utilizado para protegar o papel alumínio de danos mecânicos, não gerando contaminação nas amostras. Caso a amostra seja armazenada diretamente em contato com PE, o grau de contaminação está fortemente ligado a qualidade desse polímero. PE comum apresenta maior grau de contaminação que PE puro. A contaminação pode ser causada através de vapores de baixo peso molecular que são liberados do polímero (por exemplo, de plastificantes) e/ou através de transferência adesiva e abrasiva de componentes do polímero por contato com a superfície em superfícies metálicas. Além do PE, outros polímeros podem ser usados como embalagem de armazenamento, como o FEP (etileno propileno fluorado), o qual apresenta uma taxa de liberação de gases baixa, porém, apresenta elevado custo e é adequado apenas para amostras pequenas.

### Neutralização de cargas

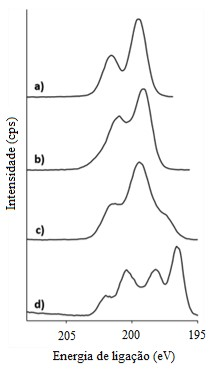
Figura 3.4: Espectro de alta resolução do Cl 2p obtido por amostras de NaCl submetido ao procedimento de neutralizador de cargas em diferentes condições: a) sem carregamento positivo b) com pouco carregamento positivo c) com moderado carregamento positivo d) com severo carregamento positivo [Adaptado de Stevie e Carrie].

As análises de XPS de materiais isolantes requerem alguns cuidados especiais. A emissão de elétron Auger na superfície da amostra a deixa positivamente carregada. No caso de amostra ser semicondutora ou condutora, o aterramento adequado garante um fluxo de elétrons que irá neutralizar a superfície. Já no caso de amostras isolantes, a carga superficial permanecerá, e afetará a energia cinética dos fotoelétrons emitidos, causando o deslocamento e distorções de picos ( o que influenciam negativamente os resultados). Uma das maneiras de eliminar o efeito do carregamento da amostra é utilizar o neutralizador de cargas. Que fornecem uma fonte de íons ou de íons e elétrons de baixa energia, da ordem de 1 – 5 eV e menor que 5 eV, a fim de neutralizar as cargas da superfície sem causar sputtering. O procedimento de ajuste do neutralizador de carga é realizado alterando os parâmetros e monitorando as formas e largura e altura dos picos. Embora seja praticamente impossível se neutralizar 100% das cargas, é possível se chegar a uma configuração com os melhores parâmetros.  A Figura 3.4 mostra um espectro de alta resolução do Cl 2p obtido por amostras de NaCl que forma submetidas ao procedimento de neutralizador de cargas em diferentes condições. A Fig. 3.4 (a) mostra claramente que o uso de neutralizador de cargas reduz consideravelmente os efeitos dos carregamentos positivos conforme pode ser visto nas Fig. 3.4 (b), (c) e (d), os quais estão carregados positivamente, em diferentes níveis, classificados em: pouco, moderado e severo. Ainda na Fig. 3.4 (a), nota-se que sem o efeito dos carregamentos positivos, é possível obter comportamento esperado do Cl 2p, que é um dubleto. Se a análise fosse realizada sem o neutralizador de cargas, conforme o caso da Fig. 3.4 (d), o resultado indicaria que a amostra apresenta múltiplos componentes de Cl, o que estaria divergente do resultado esperado.
Outro ponto a ser considerado é o nível de energia. Enquanto as energias dos picos de fotoelétron nas amostras condutoras podem ser referenciadas ao nível de Fermi do espectrômetro e independem da função de trabalho da amostra; para superfícies de amostra isoladas eletricamente do espectrômetro, a amostra e o espectrômetro podem ser referenciados em relação ao seu nível de vácuo .
Assim, a análise  XPS em isolantes requerem duas ações: (1) minimizar as carga da superfície da amostra durante a aquisição de e (2) aplicar um método de tratamento do dados para ajustar consistentemente a posição de pico para um valor apropriado. Não existe uma solução simples ou  método fundamentalmente correto para ajustar com precisão as posições de pico para materiais isolantes  .

### Técnicas complementares

#### Espectroscopia de fotoelétrons ultravioleta
A espectroscopia de fotoelétrons ultravioleta (UPS) é uma técnica extremamente sensível à superfície, onde até mesmo uma monocamada de um adsorbato ou contaminante é suficiente para alterar drasticamente o sinal de uma determinada superfície. Possui a capacidade de explorar a estrutura eletrônica na região da banda de condução/valência de uma ampla variedade de sólidos. O principal objetivo da maioria das análises com UPS é obter informações sobre a distribuição dos elétrons na região da camada de valência ou na banda de condução mais externa do material, uma vez que estes são responsáveis pelas propriedades químicas, magnéticas, ópticas e mecânica de cada material. Como técnica, ela pode ser facilmente adicionada a outra instrumentação científica de superfície.
O UPS depende do efeito fotoelétrico pelo qual um feixe de fótons monocromáticos é usado para ejetar elétrons da região da banda de valência/condução de um material.  Como a largura de banda da banda de condução/valência dos materiais está na faixa de 5 a 10 eV, energias de fótons são suficientes para sondar toda a região da estrutura de banda da maioria dos materiais. Os elétrons fotoemitidos, conseqüentemente, têm energias tipicamente inferiores a 17 eV usando He 1 e consistem em dois grupos principais.
O primeiro grupo de elétrons são aqueles que, tendo sido excitados nas camadas atômicas superiores, escapam para o vácuo sem sofrer colisões inelásticas. A energia, e até certo ponto a direção de emissão de tais elétrons, pode ser facilmente relacionada à sua energia de ligação original dentro do sólido e ao vetor de onda associado ao seu estado original. A energia de ligação (Eb) de cada um desses elétrons está simplesmente relacionada à energia cinética observada (Ek) por meio da fórmula de Einstein Ek + Eb = hv como uma primeira (e geralmente adequada) aproximação.
O segundo grupo consiste naqueles elétrons que fizeram uma ou mais colisões inelásticas, muito provavelmente com outros elétrons da banda de valência ligados ou são os elétrons secundários que ganharam energia suficiente para escapar do material de tal colisão. Este grupo de elétrons constitui um pico de baixa energia praticamente inexpressivo em todos os espectros do UPS, com uma forma que se assemelha a uma distribuição Maxwelliana.  
Electron energy loss spectroscopy (EELS) é normalmente acoplada a um microscópio eletrônico de transmissão (TEM) ou em um TEM de varredura (STEM). Os elétrons podem interagir elasticamente (sem troca de energia) ou inelasticamente com a amostra, são essas interações que o EELS obtém as informações sobre a amostra. Detalhando a perda de energia da amostra ou imagens que possuem contraste criado pelas propriedades de perda de energia da distribuição do material na amostra.  
Inverse photoemision spectroscopy (IPES) é o processo inverso que ocorre no XPS. Um elétron pode ser absorvido pelo material até um estado desocupado na banda de condução, ao fazer isso, emitirá um fóton. O princípio da fotoemissão inversa é que este fóton pode ser detectado e, portanto, informações sobre estados desocupados da banda de condução no material podem ser obtidas.